# Sidi Bel Abbès
Pour les articles homonymes, voir Sidi Bel Abbès (homonymie).
 (août 2013).
Si vous disposez d'ouvrages ou d'articles de référence ou si vous connaissez des sites web de qualité traitant du thème abordé ici, merci de compléter l'article en donnant les références utiles à sa vérifiabilité et en les liant à la section « Notes et références ».
Sidi Bel Abbès (prononcé : /si.di.bɛ.l‿a.bɛs/, en arabe : سيدي بلعباس, appelée aussi Bel Abbès ou SBA, est une commune de la wilaya de Sidi Bel Abbès, dont elle est le chef-lieu, centre commercial et industriel dynamique situé à 82 km d'Oran, la ville compte 212 935 habitants. Un habitant de la ville de Sidi-Bel-Abbès est appelé un Bel-Abbésien.

## Toponymie
La ville de Sidi Bel Abbès doit son nom à un saint personnage musulman : Sidi Bel Abbès El Bouzidi qui aurait vécu au XVIIIe siècle, dont la qoubba se trouve sur des coteaux de la rive gauche de la rivière Mekerra, la ville du même nom fut fondée plus tard, au XIXe siècle, sur sa rive droite.

## Géographie

### Situation
Sidi Bel Abbès est située à 470 m d'altitude, à 82 km au sud d'Oran, à 87 km au nord-est de Tlemcen, à 60 km au sud-est d'Aïn Témouchent, à 93 km au sud-ouest de Mascara et à 96 km  au nord-ouest de Saïda.
| Tessala      | Aïn Thrid      | Sidi Brahim |
| Sidi Lahcene | Sidi Bel Abbès |             |
| Sidi Khaled  | Amarnas        |             |

### Relief, géologie, hydrographie
La ville se déploie sur les rives de la Mekerra (en arabe : ﻭﺍﺩ مكرة, ancien nom local du Sig), et de l'oued Sarno. Elle se situe au centre d'une vaste plaine ondulée de 500 m d'altitude moyenne, entre les monts du Tessala au nord et les monts de Daya au sud. La chaîne du Tessala la sépare des plaines de la Mleta et du Tlélat. À l'est, une suite de hauteurs s'étendent jusqu'aux monts qui soutiennent les hauts plateaux alors qu'à l'ouest se trouvent les massifs de Tlemcen (Monts de Tlemcen) et d'Aïn-Témouchent (Djebel Seba Chioukh).
Bien que le site de Sidi Bel Abbès soit stratégique puisqu'il permet le contrôle des nomades du sud venant dans le Tell et la route entre Mascara et Tlemcen, il n'y est érigé qu'une forteresse à partir de 1835 par les militaires français.

### Climat
Le climat est très chaud en été. En hiver, un peu froid avec de la neige rarement.
| Mois                              | jan. | fév. | mars | avril | mai | juin | jui. | août | sep. | oct. | nov. | déc. | année |
| --------------------------------- | ---- | ---- | ---- | ----- | --- | ---- | ---- | ---- | ---- | ---- | ---- | ---- | ----- |
| Température minimale moyenne (°C) | 1    | 2    | 4    | 6     | 8   | 12   | 15   | 15   | 13   | 9    | 6    | 2    | 7     |
| Température moyenne (°C)          | 8    | 9    | 11   | 13    | 16  | 21   | 25   | 25   | 21   | 17   | 12   | 8    | 15    |
| Température maximale moyenne (°C) | 14   | 15   | 18   | 20    | 24  | 29   | 34   | 35   | 30   | 24   | 18   | 14   | 22    |
| Précipitations (mm)               | 61   | 49   | 46   | 41    | 37  | 11   | 2    | 4    | 14   | 38   | 44   | 63   | 410   |

| Diagramme climatique                                  |       |       |       |       |        |       |       |        |       |       |       |
| J                                                     | F     | M     | A     | M     | J      | J     | A     | S      | O     | N     | D     |
| 14161                                                 | 15249 | 18446 | 20641 | 24837 | 291211 | 34152 | 35154 | 301314 | 24938 | 18644 | 14263 |
| Moyennes : • Temp. maxi et mini °C • Précipitation mm |       |       |       |       |        |       |       |        |       |       |       |

## Urbanisme et territoire

### Les quartiers
- [8]

- 100 log
- 1500 log
- 328 log
- 232 log
- 400 log
- 120 log
- 80 log
- 366 log
- 144 log
- Rocher
- Sidi Amr
- Village negre
- Village américain
- El djaouhara
- Adda Boudjellal
- El Badr
- El daya
- La Macta
- Mimosa
- Sidi yacine
- Gambetta
- Les palmiers
- Ennacer
- Amir Abdel kader
- El houria

## Histoire

### Antique
La petite région de Sidi Bel Abbès est depuis très longtemps le creuset d'une population aux mœurs sédentaires préoccupée d'agriculture et d'irrigations. Les terres berbères de la contrée du Tessala, dénommées Astasilis à l'époque romaine, puis judicieusement terres du blé par les Arabes pour qualifier leur fertilité, sont couvertes de ruines antiques.

### Période médiévale islamique
Au XIe siècle, la région enregistre des mouvements de population considérables nés de la poussée des tribus Beni Hillal et de la domination des Almoravides.

### Époque Ottoman
Au XVIe siècle, les Espagnols qui veulent s'implanter dans le pays sont repoussés à plusieurs reprises, après avoir été tenus en échec par de multiples attaques dans la région de Sidi Bel Abbès qui leur coûtent plus de 1 000 soldats. Leur refuge Oran est pris d'assaut.
Sidi Bel Abbes el Bouzidi, le saint patron de la ville décédé vers 1780, est enterré sous la coupole d’une humble chapelle mortuaire (qoubba).
À la création du centre de colonisation, près d'un modeste village, il est baptisé Sidi Bel Abbes, avec quelques indigènes autour de la place forte, l’implantation de nombreux Européens, motivée par la richesse des terres, draine rapidement la main d’œuvre locale et constitue la future cité.
La ville est bâtie par les légionnaires en 1843 sur les rives de la Mekkera, dans un lieu stratégique et bien irrigué, d'après les plans du capitaine du génie Prudon. Comme toutes les villes dessinées par le génie militaire, Sidi-Bel-Abbès est construite sur un plan en damier avec des fortifications et des portes à chaque coin. La création est officialisée par un décret de l'Etat daté du 5 janvier 1849 signé par Louis Napoléon Bonaparte : "Bel-Abbès-Napoléon", "Sidi-Bel-Abbès", "Biscuit-ville".

### La colonisation française
En 1830 a lieu le débarquement des troupes du maréchal de Bourmont, et très vite, les opérations de conquête ne cessent de se développer. En 1835, le maréchal Bertrand Clauzel se lance dans une grande expédition ayant pour but de détruire Mascara, capitale établie par l'émir Abd el-Kader. Cette expédition débute le 10 novembre à Oran et se termine comme convenu à Mascara le 5 décembre. Tout au long de ce trajet, le général ne manque pas d'établir des relais fortifiés dans de multiples lieux stratégiques. Parmi ces endroits stratégiques, le plateau de Sidi Bel Abbès qui permet de surveiller et ainsi de contrôler tous les déplacements des autochtones entre Mascara et Tlemcen mais également entre Oran et les Hauts plateaux. Ce poste de surveillance est érigé sur la rive droite de la Mekerra, face au mausolée de Sidi Bel Abbès.

Blason de Sidi-Bel-Abbès pendant la colonisation française.

Vers 1840, le gîte d'étape est transformé en campement provisoire puis en poste permanent deux ans plus tard afin de mieux surveiller les tribus. Puis en 1843, le général Bugeaud y installe un camp retranché derrière un fossé et des remparts construits par les chasseurs d'Afrique et la Légion étrangère[réf. nécessaire]. Cependant, les légionnaires vivent dans l'isolement et sont constamment confrontés à des difficultés de ravitaillement. Pour améliorer leurs conditions de vie dans cette région, ils s'investissent dans des travaux de drainage des marais et de débroussaillage du sol, le débarrassant ainsi des palmiers-nains (doums), des genêts épineux, des jujubiers sauvages, etc..
Dès 1843, l'émir Abd el-Kader, opposant à la colonisation française, dirige plusieurs opérations contre les troupes du général Bedeau qui installe une redoute tenue par la Légion étrangère à proximité du modeste mausolée du marabout Sidi Bel Abbès, sur la rive droite de la rivière Mekerra. La ville de Sidi Bel Abbès, embryonnaire en 1843, est véritablement créée après les années 1850 par les Français[réf. nécessaire]. Elle est une ville-garnison de la Légion étrangère dès 1843 et en sera la maison-mère jusqu'à l'indépendance de l'Algérie en 1962.
En 1847, le général Lamoricière, commandant de la division d'Oran, a eu l'idée de concevoir une ville fortifiée pour encore mieux surveiller les tribus indigènes, mais aussi faciliter la libre circulation entre Mascara et Tlemcen et entre Oran et les hauts plateaux. La proposition du général est très bien accueillie par la commission, et le 10 novembre 1848, le gouverneur général propose la création de la ville en se basant sur les plans qu'avait dessinés le capitaine Prudon. Et c'est ainsi que par décret du 5 janvier 1849, le président de la République le prince Louis-Napoléon Bonaparte décide : " il est créé à Sidi Bel Abbès… un centre de population européenne de 2 000 à 3 000 habitants auquel on attribuera le nom de Sidi Bel Abbès.
La redoute construite en 1843 près de la qoubba (chapelle) de Sidi Bel Abbès est le centre de la ville prévue par le plan de colonisation républicain après 1848. Des confiscations de 

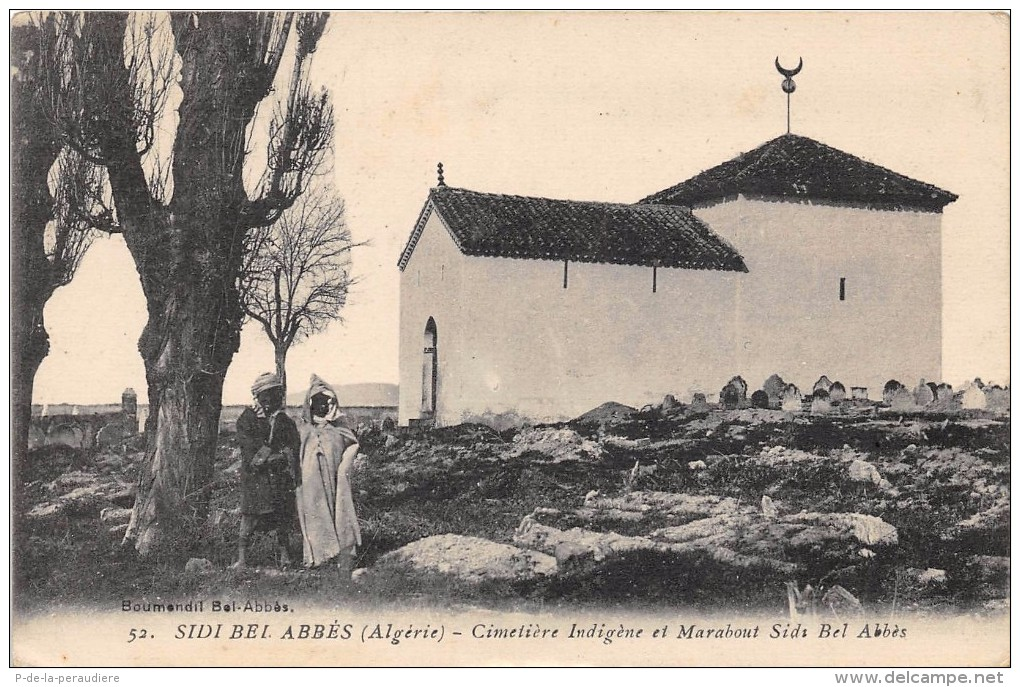
Sidi Bel Abbes - Marabet en 1890

terres aux indigènes sont organisées sans ménagement. Mais les premiers colons déportés politiques français sont décimés par les maladies et affaiblis par les brutalités de leurs geôliers. L'absence de sources dans la plaine rend les premières installations agricoles complexes et pénibles. Le sol peu compact se laisse facilement défricher, mais la régulation de l'eau est impossible : il y a trop puis plus du tout. La colonisation reste à l'état de projet.
Napoléon III, accueilli triomphalement par les militaires français et les chefs traditionnels algériens, accentue la politique de mise en valeur des terres afin de mettre en valeur le pays. L'appel à la colonisation est placardé dans les contrées rurales françaises, mais aussi dans les pays limitrophes de la France. Le voyage aller est, suivant les différents contrats passés avec le colon, souvent offert gracieusement ou offert à prix réduit, et une aide substantielle en nature ou équipement est promise à l'arrivée pour l'installation.

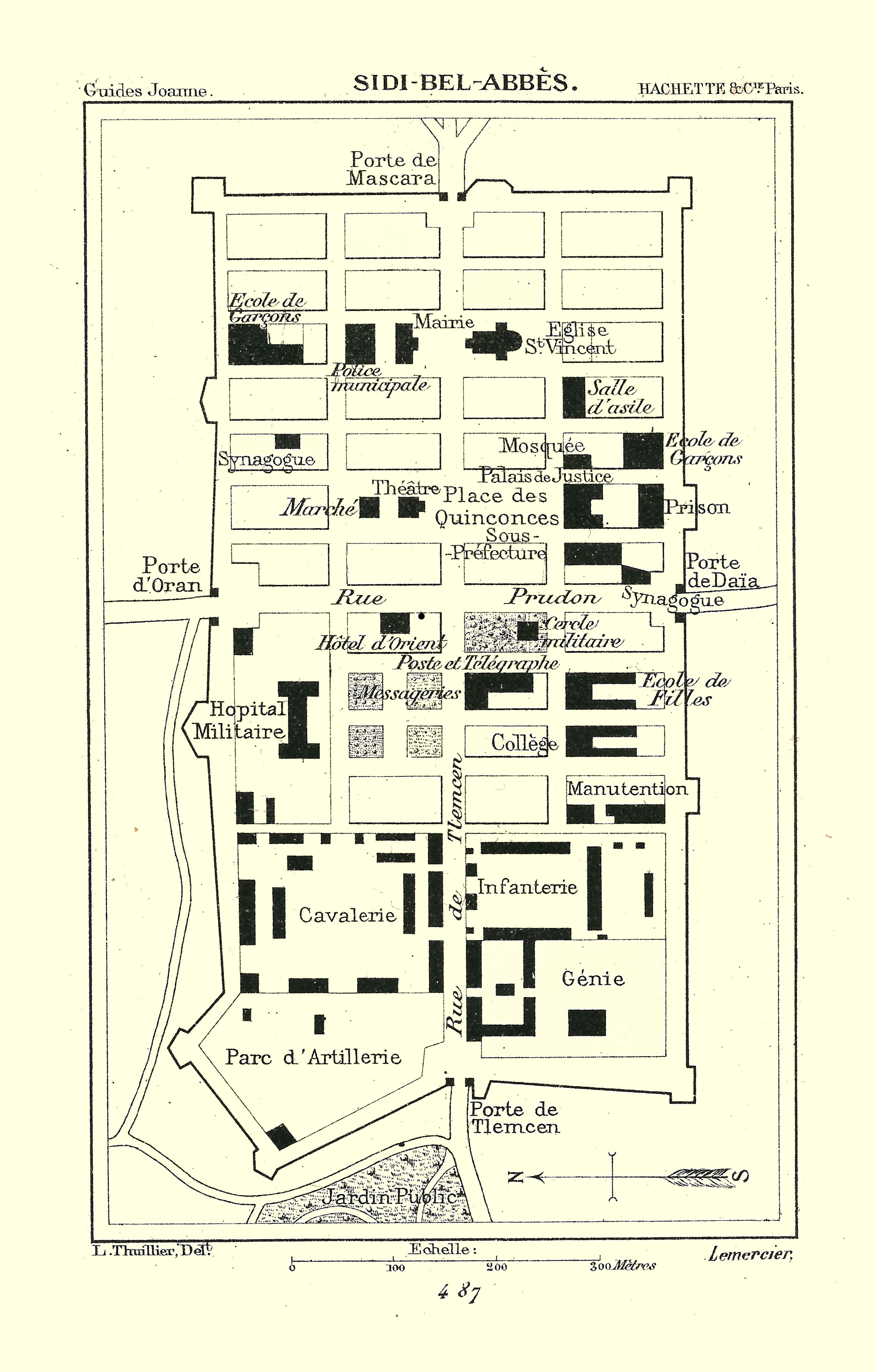
Plan de la citadelle de Sidi-bel-Abbès en 1887.

Les premières installations comme les remparts et les rues se réalisent lentement entre 1849 et 1857. Les casernes militaires et l'hôpital datent de la même époque. Les édifices publics et les constructions privées sont construits plus tardivement. Au tournant de 1860, des milliers de colons européens, hommes, femmes et enfants arrivent en chariot dans la contrée. La première année d'adaptation est difficile car aucun aménagement viable n'est réalisé. Mais qu'une sécheresse récurrente survienne ou une nuée de sauterelles ou criquets du désert dévaste les premières bonnes récoltes. Les colons épuisés, parfois malades, à force de construire leurs abris, de défricher sans expérience les sols et de lancer les premières cultures expérimentales, sont obligés de s'endetter. Les familles même paysannes subissent les privations inconnues dans leurs anciens terroirs.
La ville est entourée de murs de protections avec quatre portes qui permettent l'accès à la ville : au nord la porte d'Oran, au sud la porte de Daya, à l'ouest la porte de Tlemcen et enfin celle de Mascara à l'est. Elle est appelée parfois biscuitville par les voyageurs en raison de sa fonction de ville étape pour le ravitaillement pour les troupes descendant vers le sud. Tous les postes-magasins militaires s'appellent ainsi. C'était un nom commun et non pas un nom propre comme Daya, Frendah, etc.

### Voyage de Napoléon III
Napoléon III au cours d'un second voyage débarque à Sidi Bel Abbès le 16 mai 1865, il décide que la ville s'abrègera de Bel-Abbes[réf. nécessaire]. On ne sait pourquoi le décret consacrant ce changement n'a jamais été rendu. En prenant le toponyme de la modeste qoubba ou tombeau près de la rive gauche de l'oued Mekerra proche de la redoute militaire protectrice, la ville reprend et porte à la postérité le nom du saint homme musulman "Sidi Bel Abbès Bouzidi".

### Fin du XIXe siècle
En 1881, Sidi Bel Abbès, est une commune chef-lieu de subdivision militaire de 16 840 habitants, chef-lieu d'arrondissement du département d'Oran en pleine croissance ferroviaire. Une voie ferrée la relie à Sainte-Barbe-du-Tlélat, station de la grande ligne d'Alger à Oran. Ce carrefour ferroviaire à 52 km est le point de départ d'un embranchement vers Sidi Bel Abbès qui dessert successivement les stations de Saint-Lucien, Lauriers-Roses, Oued-Imbert, Trembles et Sidi-Brahim. La ligne de Sidi Bel Abbès à Ras El-Mâ est inaugurée en avril 1883.

## Démographie

### Évolution de la population
,
| 1882   | 1886   | 1892   | 1896   | 1899   | 1901   | 1906   | 1911   | 1921   | 1926   | 1931   |
| ------ | ------ | ------ | ------ | ------ | ------ | ------ | ------ | ------ | ------ | ------ |
| 14,700 | 17,600 | 20,200 | 23,300 | 24,300 | 25,700 | 29,100 | 30,900 | 37,800 | 43,100 | 45,900 |

| 1936   | 1948   | 1954    | 1960    | 1966   | 1974    | 1977    | 1987    | 1998    | 2008    | - |
| ------ | ------ | ------- | ------- | ------ | ------- | ------- | ------- | ------- | ------- | - |
| 51,100 | 61,300 | 80,6 00 | 105 000 | 91 500 | 151 000 | 113 000 | 152 800 | 186,879 | 212,935 | - |

### Ethnographie

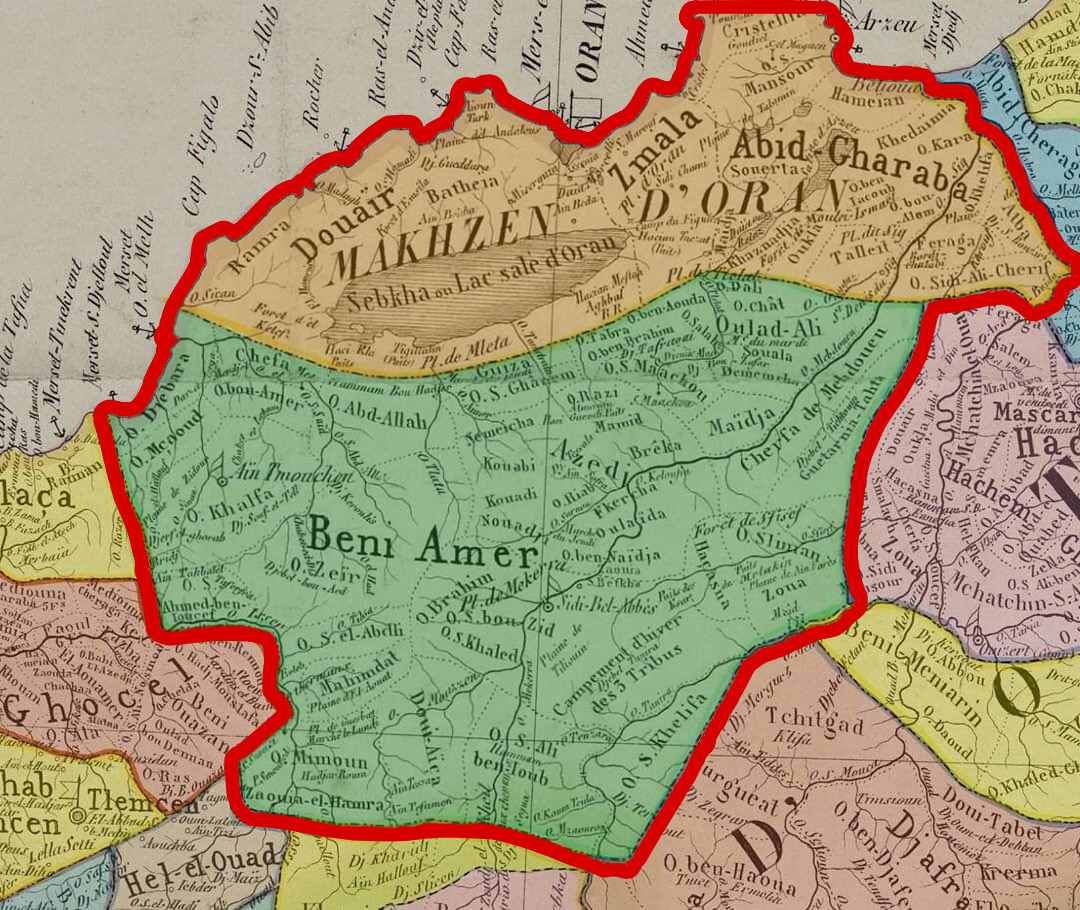
Carte de tribus de Beni Amer
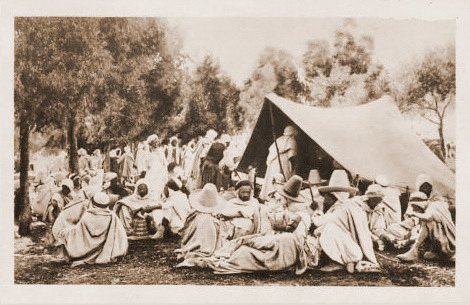
Beni Amer à Sidi Bel Abbes en 1899
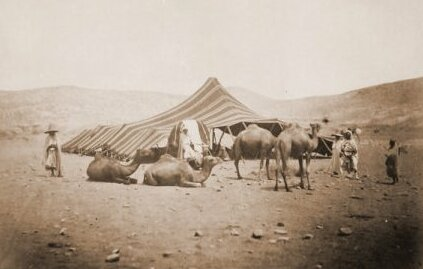
Beni Amer à Sidi Bel Abbes à la fin du XIXe siècle
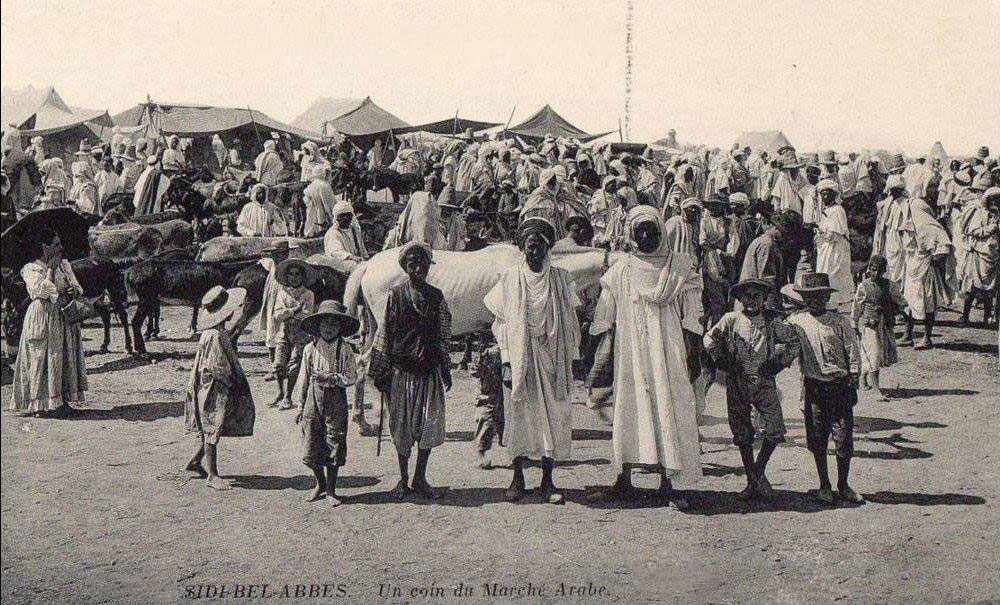
Marché arabe à Sidi Bel Abbes

## Économie

### Industrie

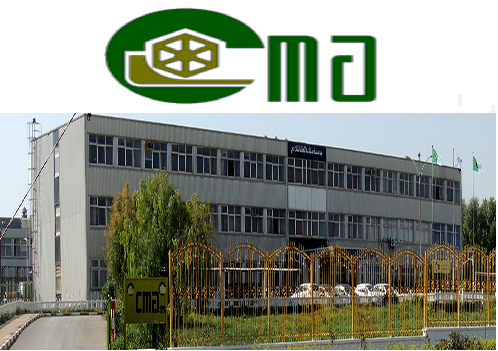
Siege cma

La ville est un centre commercial et industriel. L'activité de la ville est surtout axée sur les machines agricoles, le matériel électrique, les chaussures et les laiteries.
La ville accueille le siège de l'usine de l'ENIE fabrique des téléviseurs, panneaux photovoltaïques, systèmes de télésurveillance et d'autre produits électroniques à destination des ménages et des professionnels.
- Entreprise de Construction de matériels agricoles (CMA), est un complexe de fabrication et commercialisation de matériels agricoles et de la sous-traitance
- Groupe des Sociétés Hasnaoui, industrie des Services et de la Distribution.
- Groupe Chiali, professionnel des plastiques extrudés depuis le début des années 80, se présente comme fournisseur de solutions fiables dans l’eau, le gaz, l’irrigation et le bâtiment.
- Famag-Sonalika une Grande societé de construction de matériels agrigoles.

### Tourisme

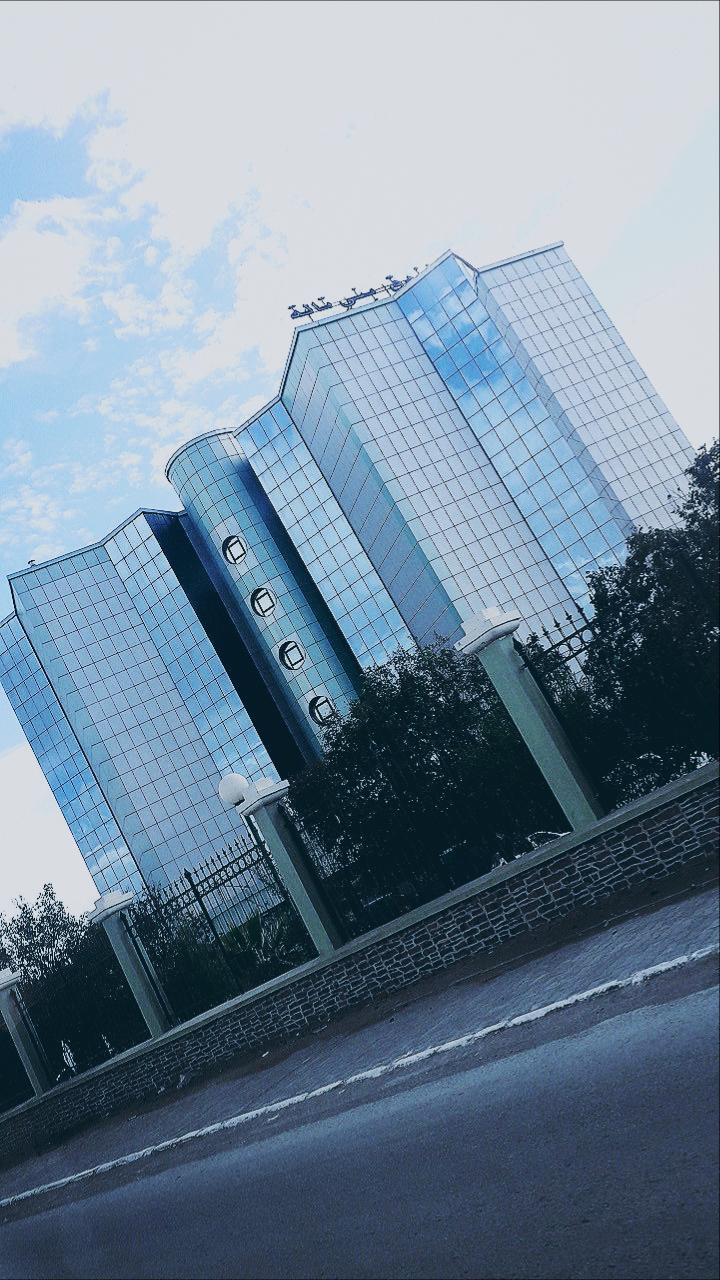
Hôtel benni tala
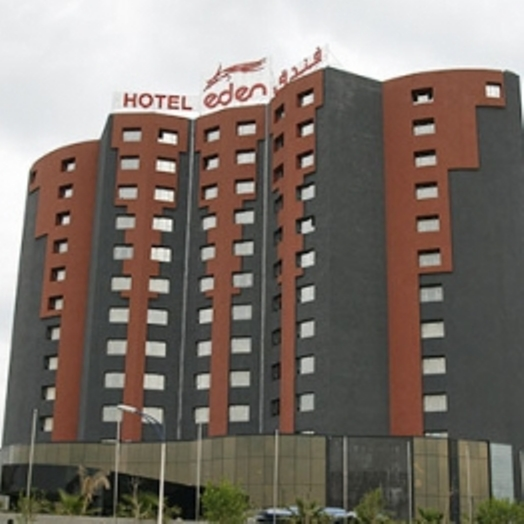
Hôtel Eden Bel abbes ouvert le 1er novembre 2012

## Transports

### Routes

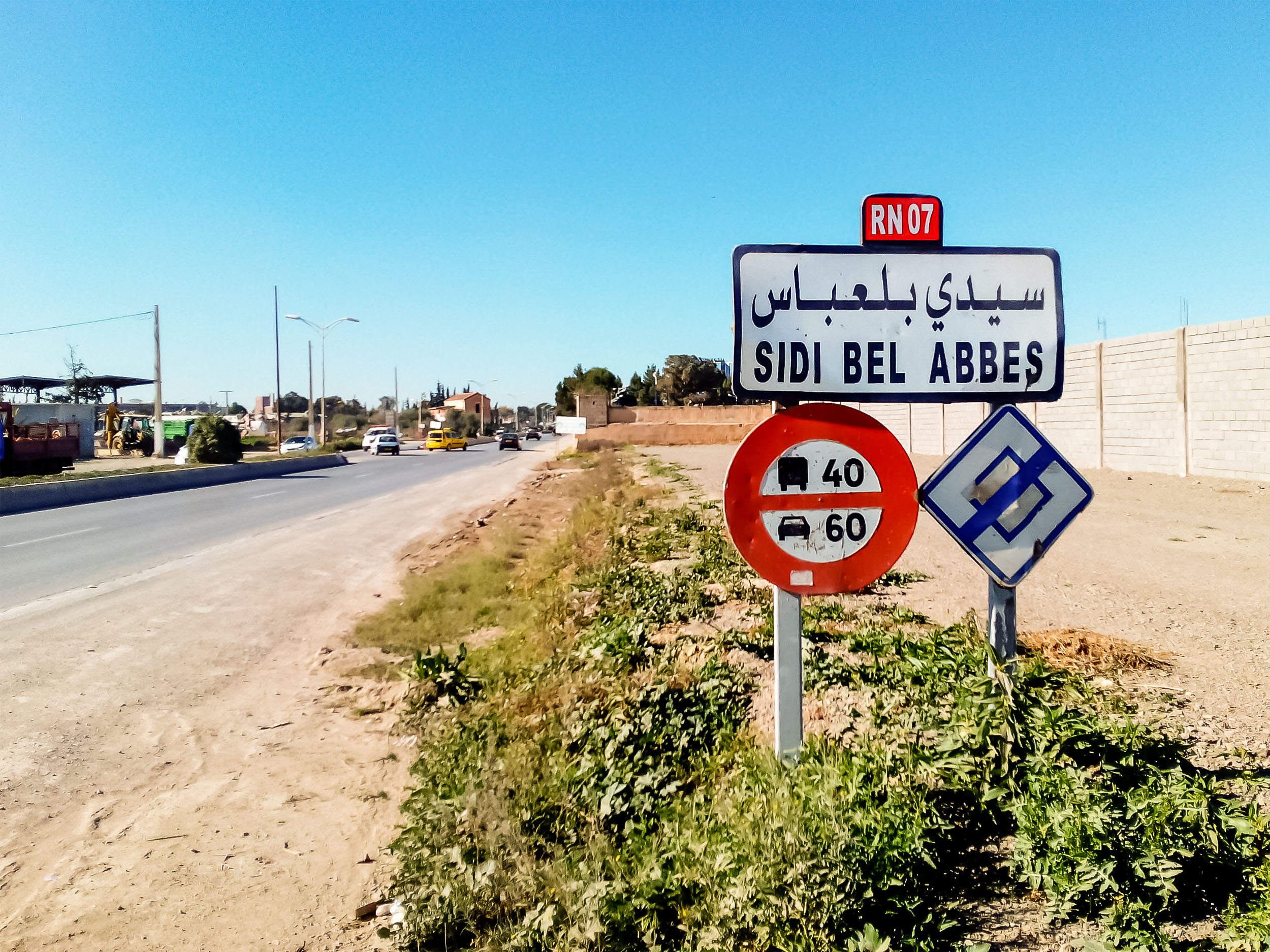
Route nationale 07

- Sidi Bel Abbès est reliée par l'autoroute Est-Ouest.la ville est à moins de 40 min de deux Aéroports internationaux (Es-Sénia, aéroport d'Oran et Zenata, 'aéroport de Tlemcen).
- RN 07
- RN 13
- RN95
- RW80
- RW04

### Tramway
Le tramway de Sidi Bel Abbès est inauguré le 26 juillet 2017. Il dessert 22 stations.

### Train
La gare de Sidi Bel-Abbès est une des principales gares ferroviaires de l’Algérie. Elle compte plus de 2 millions de voyageurs chaque année.

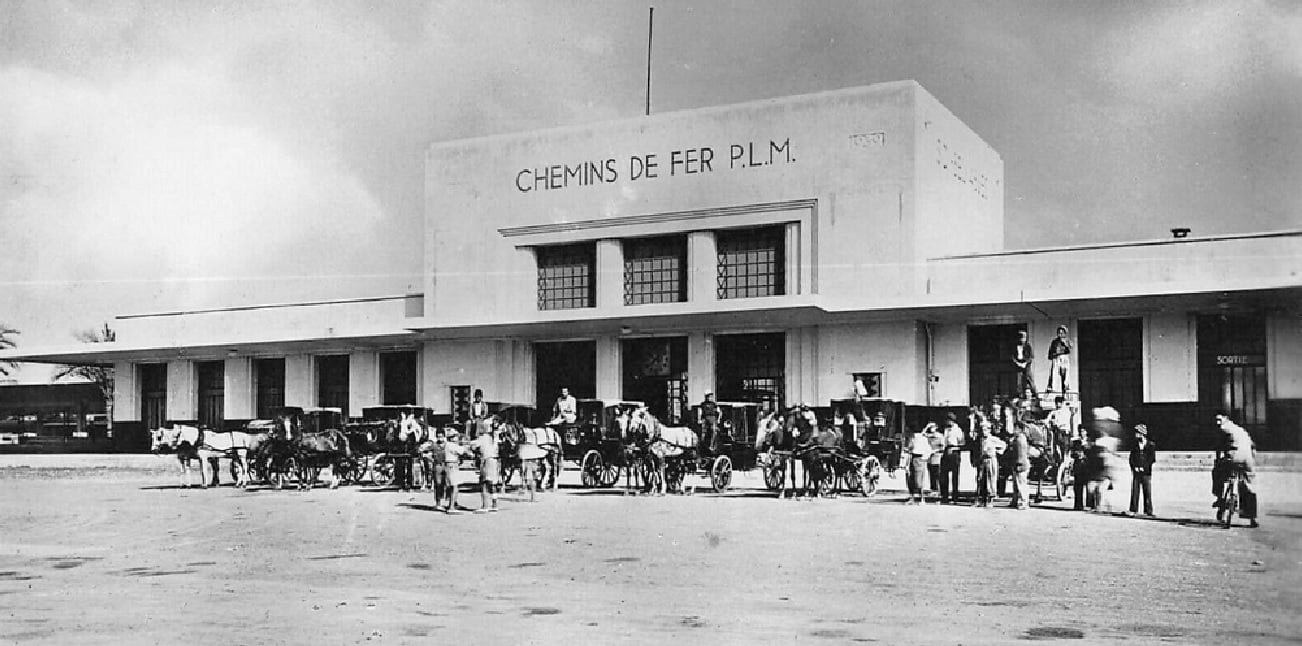
Gare PLM Sidi Bel Abbès en 1941
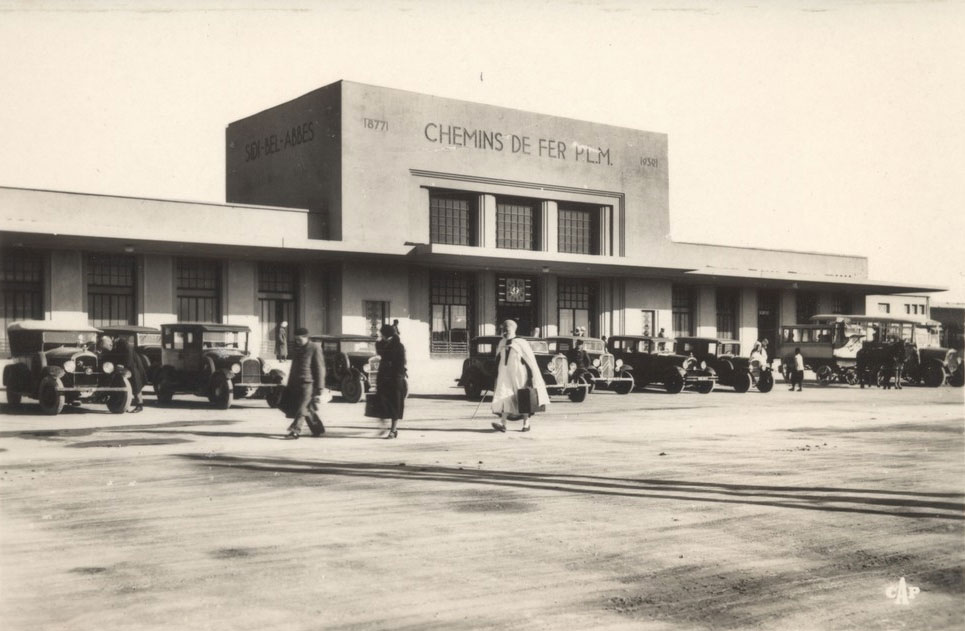
Gare PLM Sidi Bel Abbès 1941
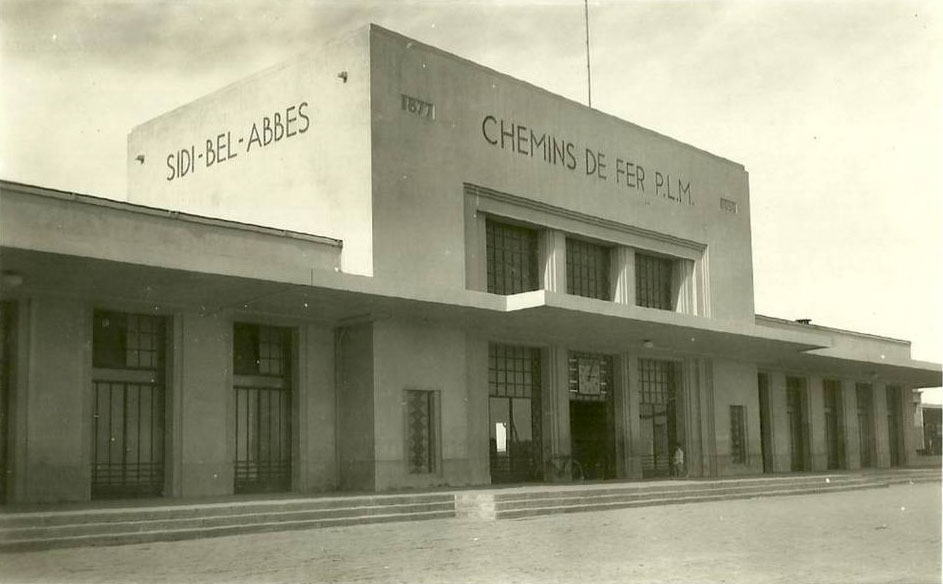
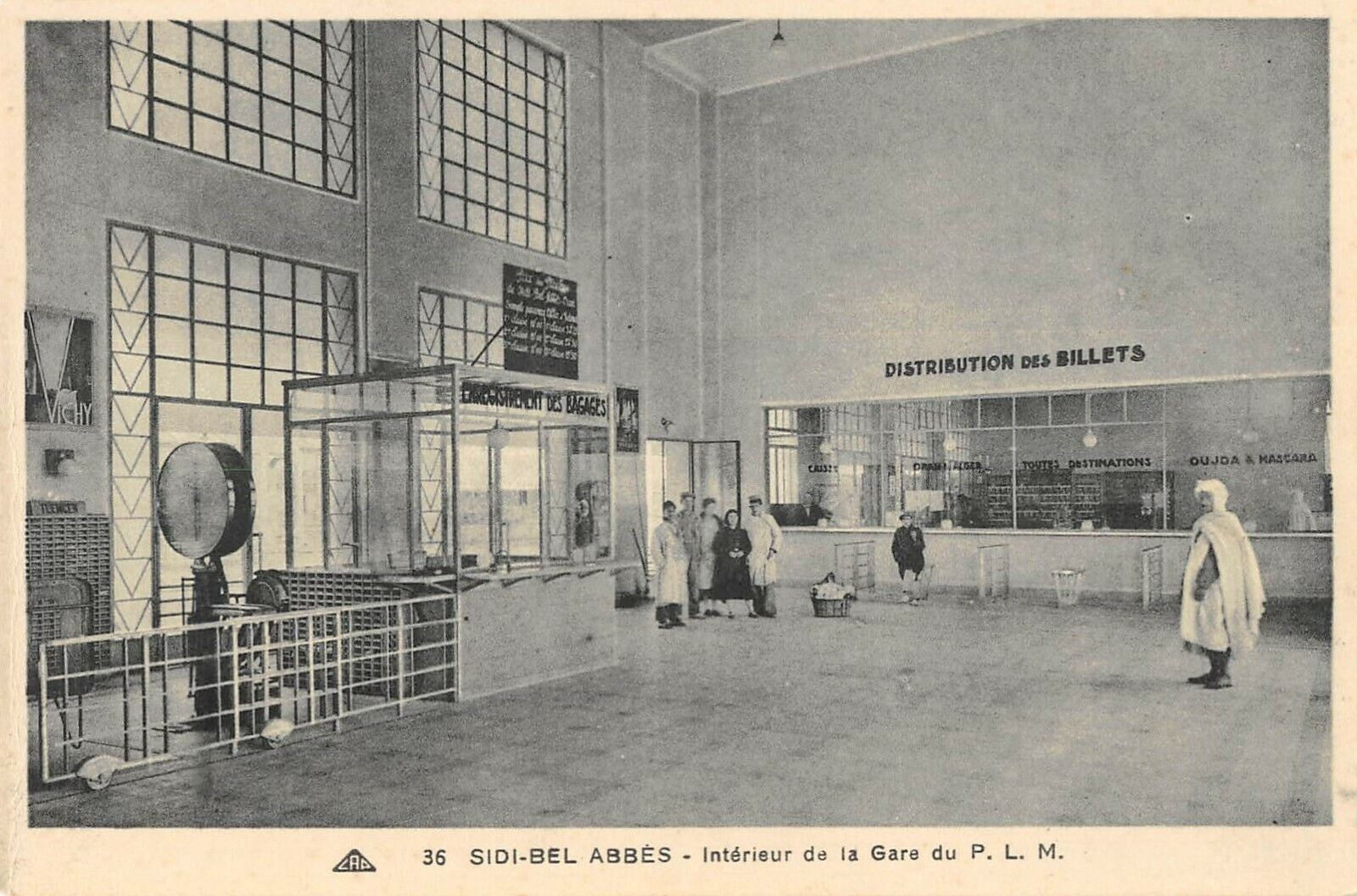
intérieur de la gare PLM

## Santé

### Les hôpitaux
- Établissement Hospitalière Publique
- CHU Abdelkader Hassani
- Etablissement Hospitalier Privé HASNAOUI
- Service Des Urgences Médicaux Chirurgicales De CHU Hassani Aek

- Hopital Gynéco-Obstétrique (Maternité)

## Patrimoine

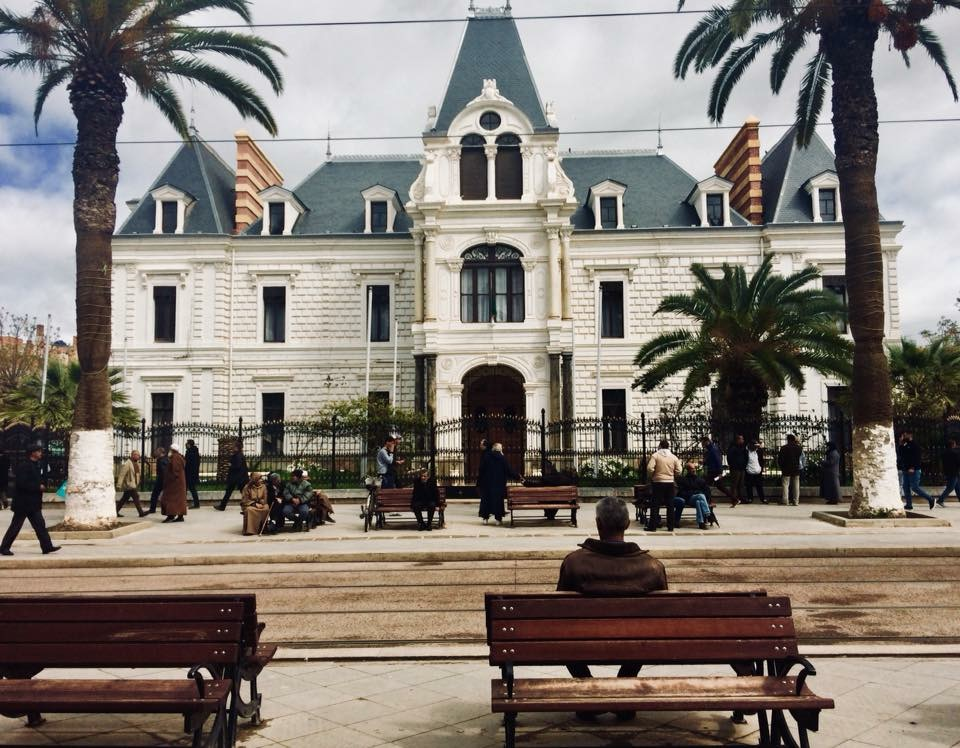
Hôtel de ville de Sidi Bel Abbès

### Architecture
La ville de Sidi Bel Abbès recèle un riche patrimoine archéologique et historique. En effet,un grand nombre des vestiges historiques et architecturaux recensés dans la région datent de l'ère coloniale. Ces vestiges sont pour une grande partie soient abandonnés ou en mauvais état (beaucoup ont subi de multiples actes de vandalisme et de dégradations).
Ainsi au niveau de la wilaya de Sidi Bel-Abbès, neuf forts sont recensés, dont la plupart sont dégradés. L'un d'entre eux qui est à présent occupé par la direction des Douanes, fut l'une des résidences de l'empereur français: Louis-Napoléon Bonaparte, dit Napoléon III en visite dans la ville, le 16 mai 1865.

Après l'indépendance de l'Algérie en 1962, le 1er régiment étranger (la maison mère), s'est replié sur Aubagne dans les Bouches-du-Rhône, en France, le monument aux morts y fut également transféré.

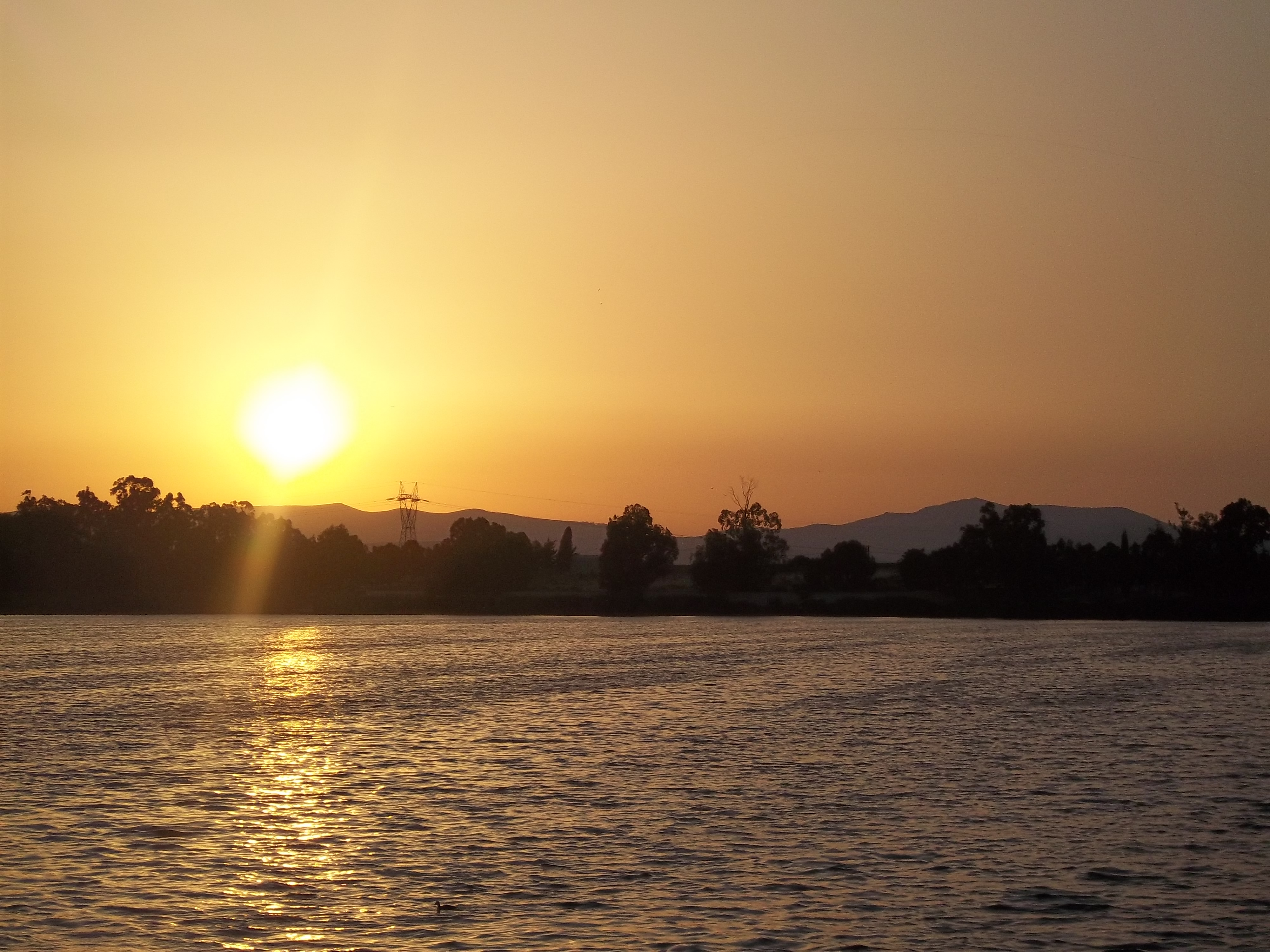
Coucher de soleil lac de Sidi Bel Abbes

### Aires de pique-nique
L'aire urbaine recèle plusieurs sites naturels et touristiques dont le Lac de Sidi Mohamed Benali, la forêt récréative de Louza. El Atouche, Tessala (monts du Tessala), offre une immense vue panoramique puisqu'il sépare Sidi Bel Abbès du littoral oranais, il abrite sur son site, les ruines d'un fort romain, attestant la présence romaine dans ces lieux dont le nom antique était: Astacilis.
Le jardin public, dont la création remonte à 1857, abrite plusieurs structures, dont une piscine, un bassin d'initiation à la natation, des aires de jeu et de détente, ainsi qu'un théâtre de Verdure. la flore y est y diversifiée; On y trouve notamment le bougainvillier, le laurier, la giroflée. Le site est également peuplé d'une variété d'espèces d'arbres majestueux, tels le platane, le caroubier, l'orme, l'acacia, le cyprès, le saule pleureur ainsi qu'un séquoia centenaire.

### Folklore
La région de Bel Abbas est l’une des régions les plus importantes qui préservent la danse alaoui. Elle est célébrée lors de divers mariages, occasions officielles et pour recevoir des invités officiels .Il existe des associations spécialisées dans la formation, comme  l’association  Ahl el Bilad

### Cuisine

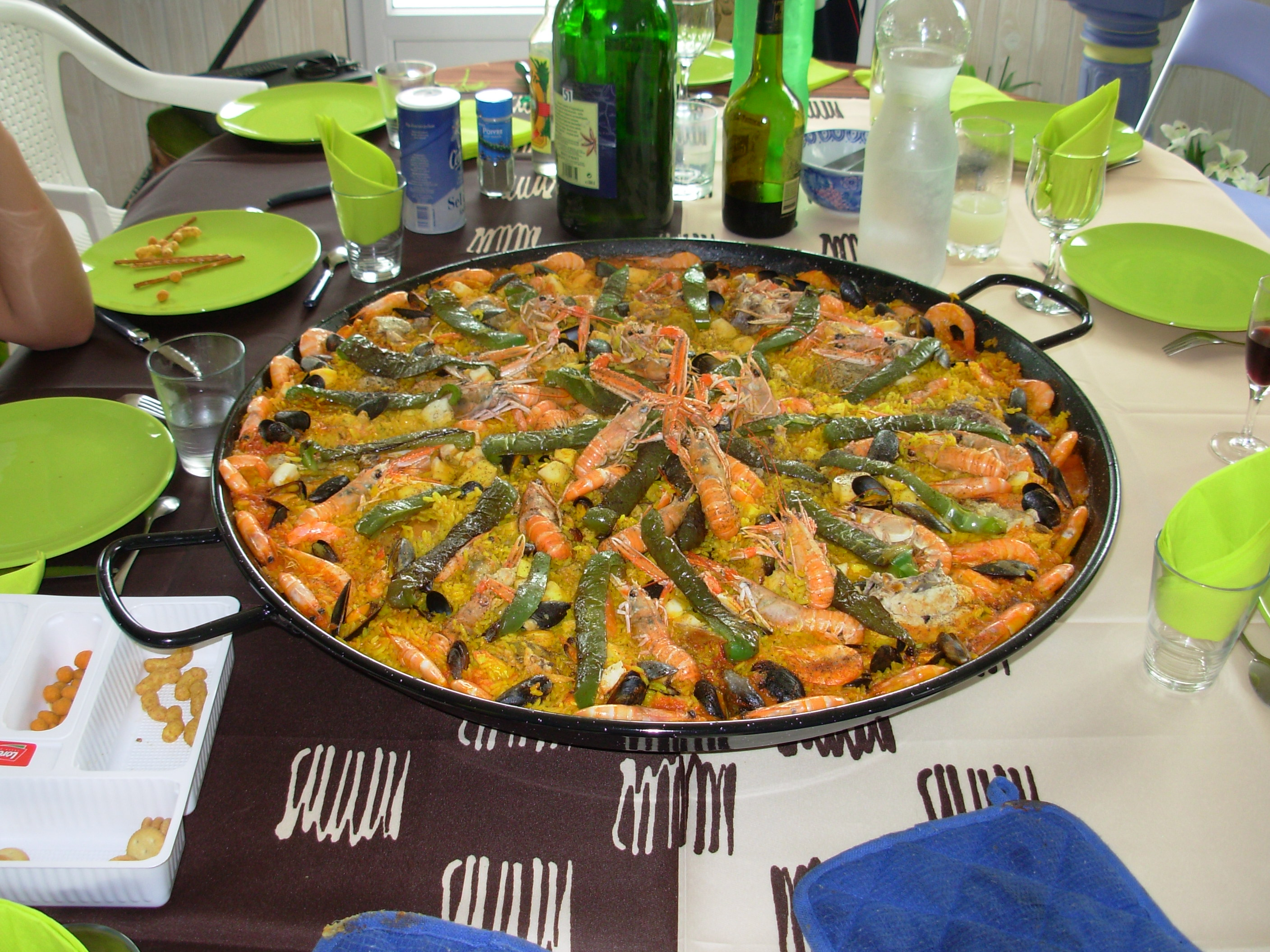
Paella pied-noire de Sidi-Bel-Abbès.

## Musique
La ville de Sidi Bel-Abbès, a donné naissance a un groupe de musique, le groupe Raïna Raï, symbole de toute une ville dont le guitariste attitré Lotfi Attar et le vocaliste Djilali Razkallah (dit Djilali Amarna), natifs tous les deux de la ville. Sans oublier l'ancien Groupe ; Les fréres Zergui Les maitres de la chanson old raî.

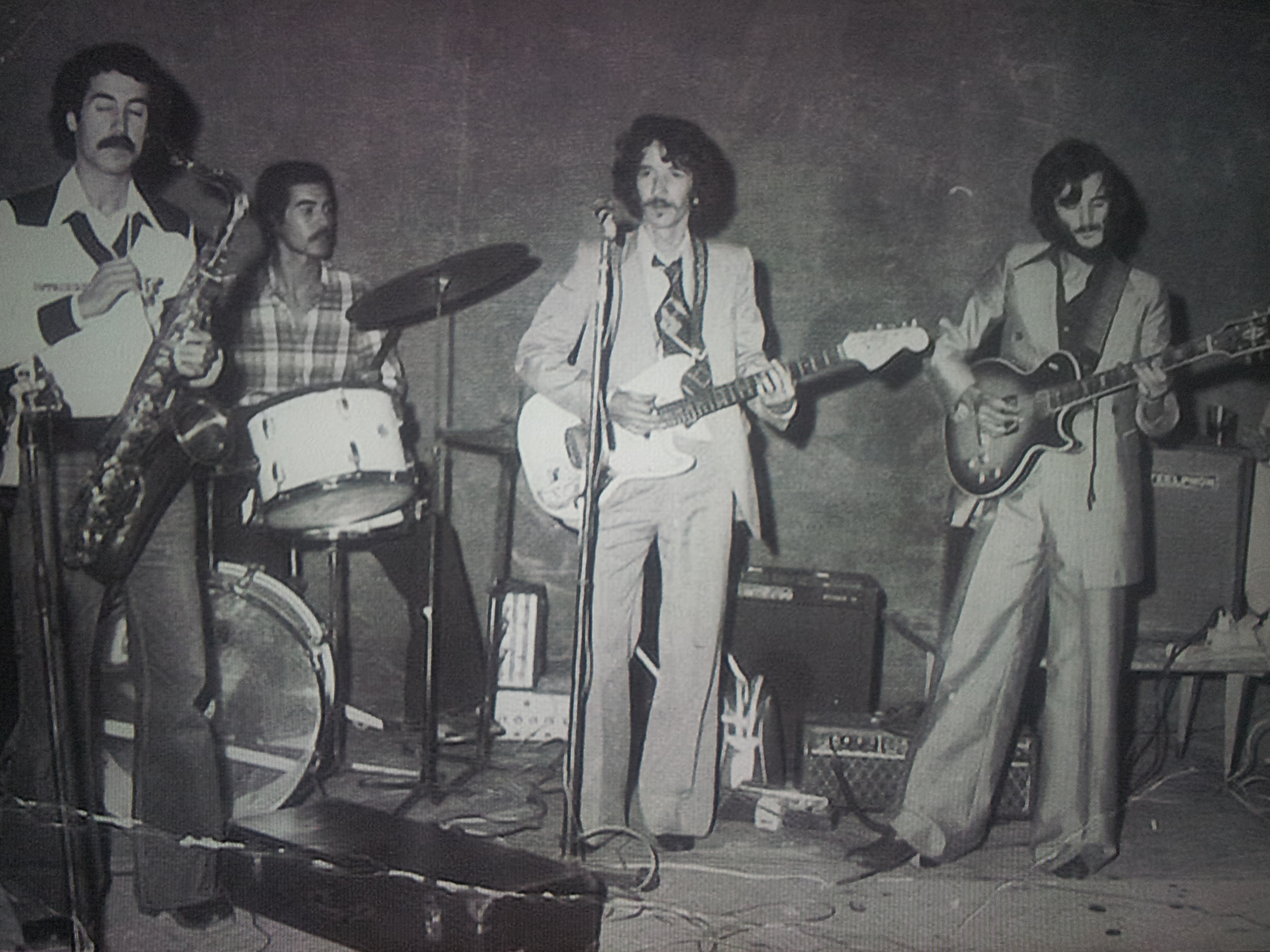
Le groupe mythique Raïna Raï, de gauche à droite : Djilali Amarna, Kada Zina, Hachemi Djellouli et Lotfi Attar.
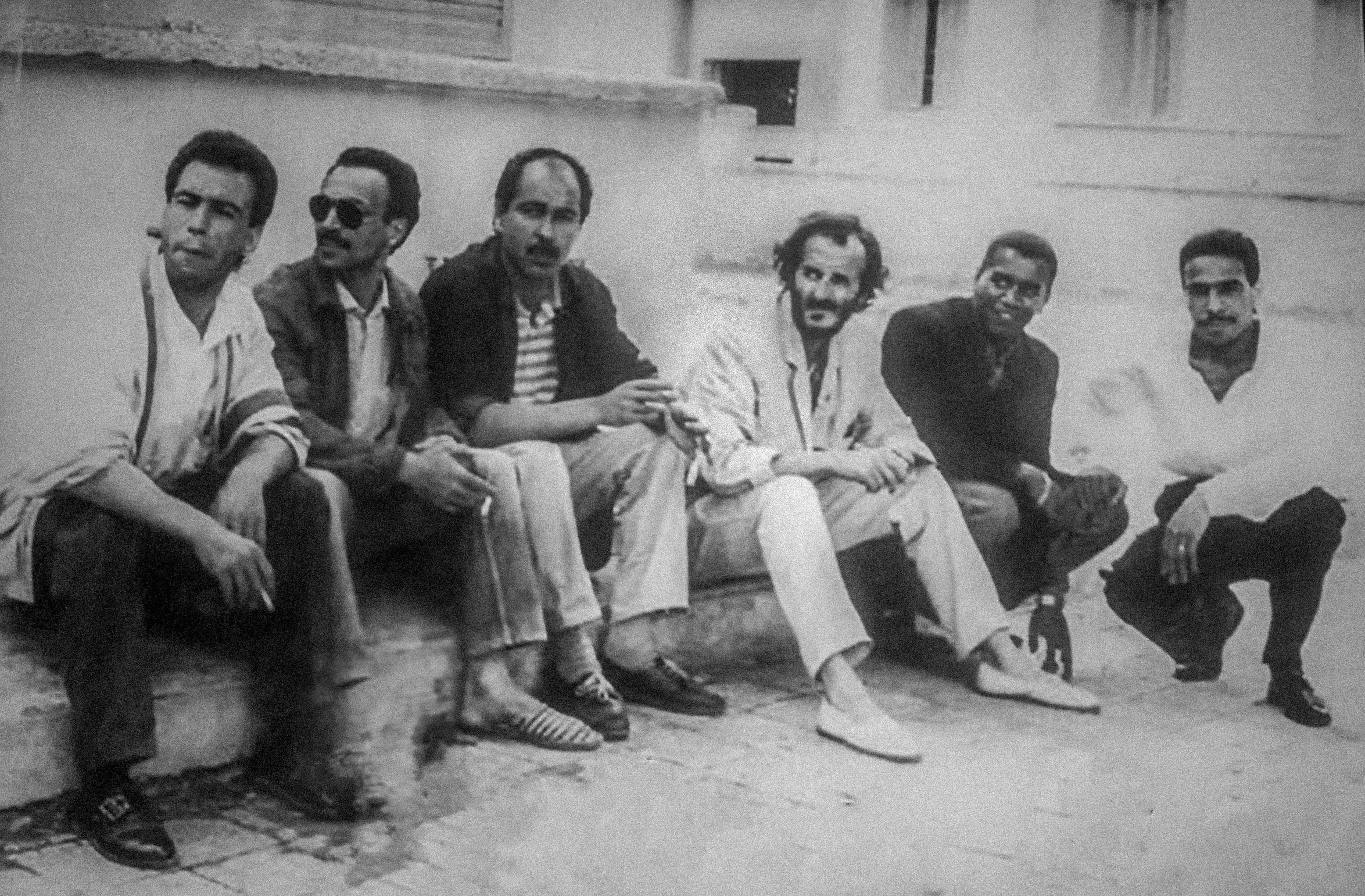
Raïna Raï

## Festivals et événements

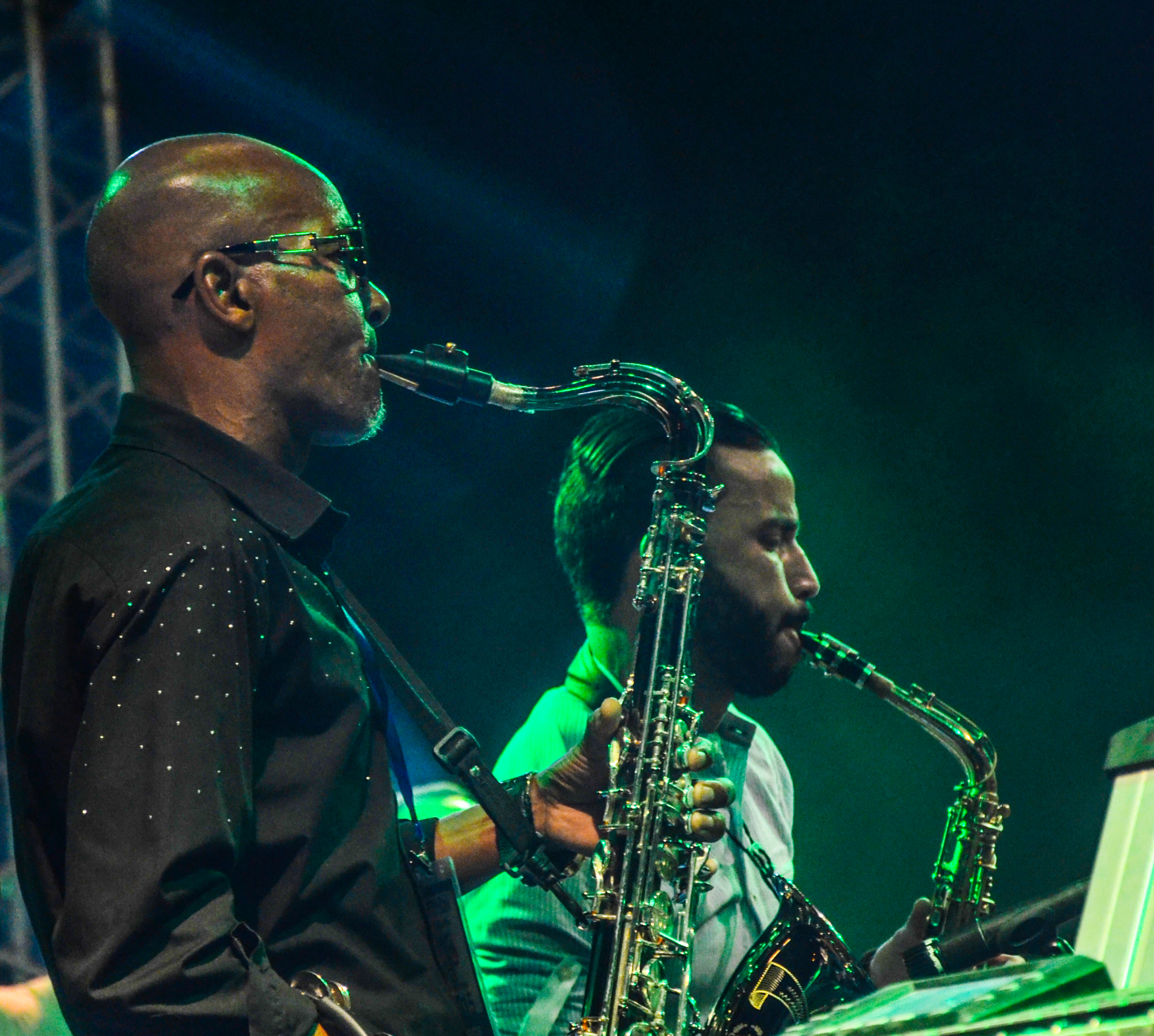
Saxophonistes au Festival du Raï 2015 Sidi bel Abbes

- Saxophonistes au Festival du Raï 2015 Sidi bel AbbesLe festival de la chanson Raï est un festival annuel qui se tient depuis 2008 à Sidi Bel Abbés
- Festival international des danses populaires dans toute sa diversité, représenté par des troupes nationales et étrangères[18].

Festival international des danses populaires 2014.
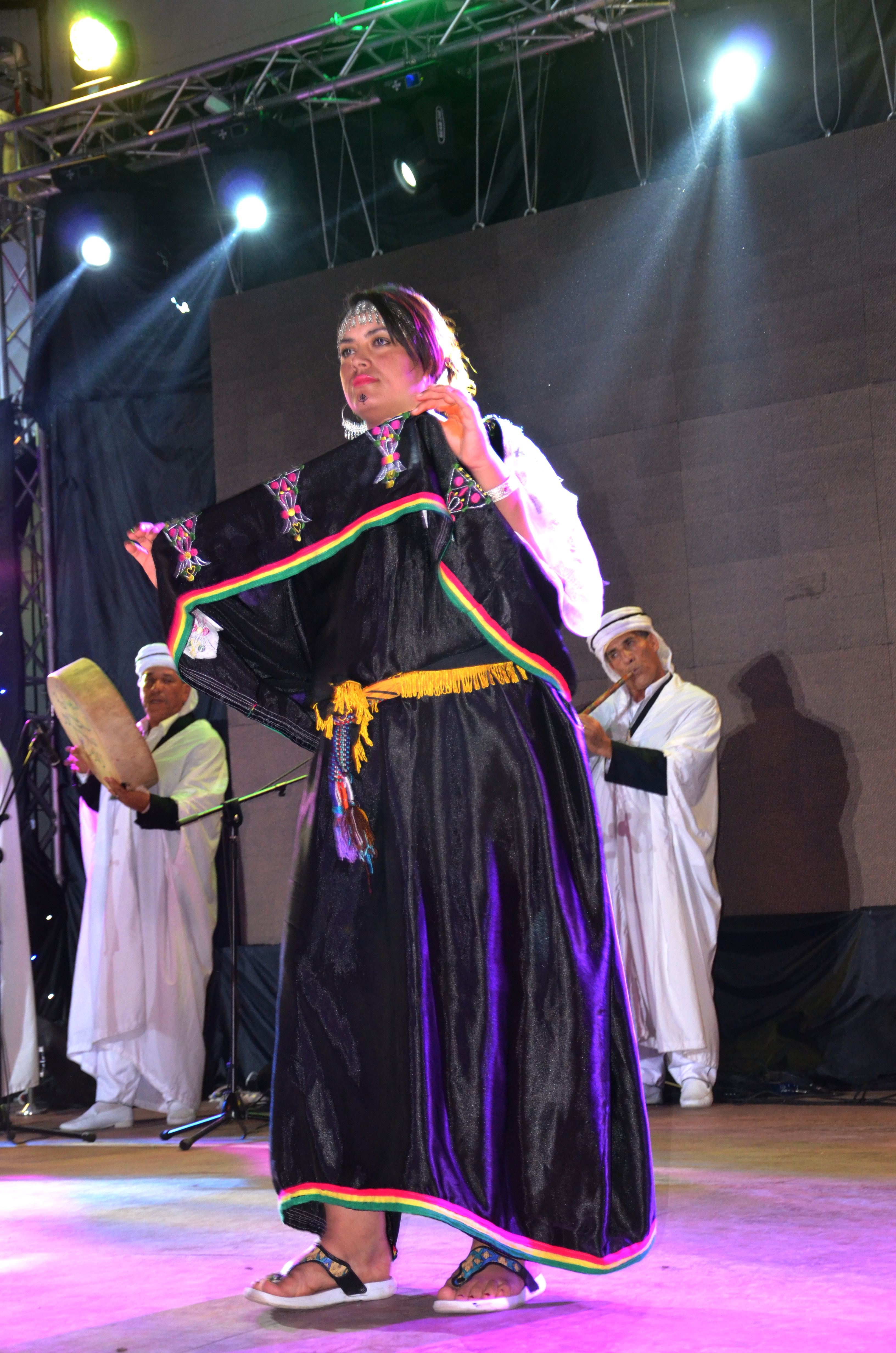
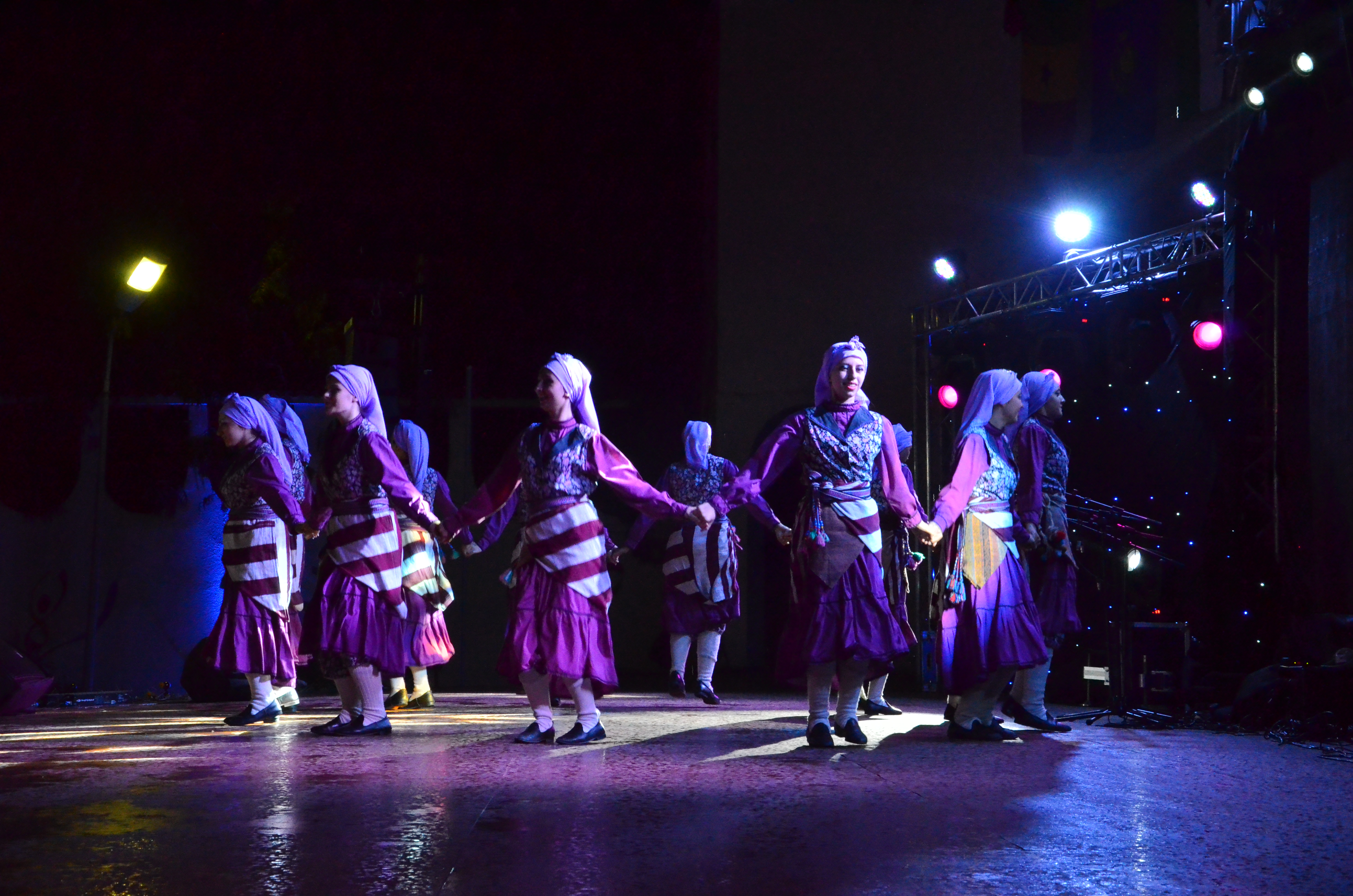
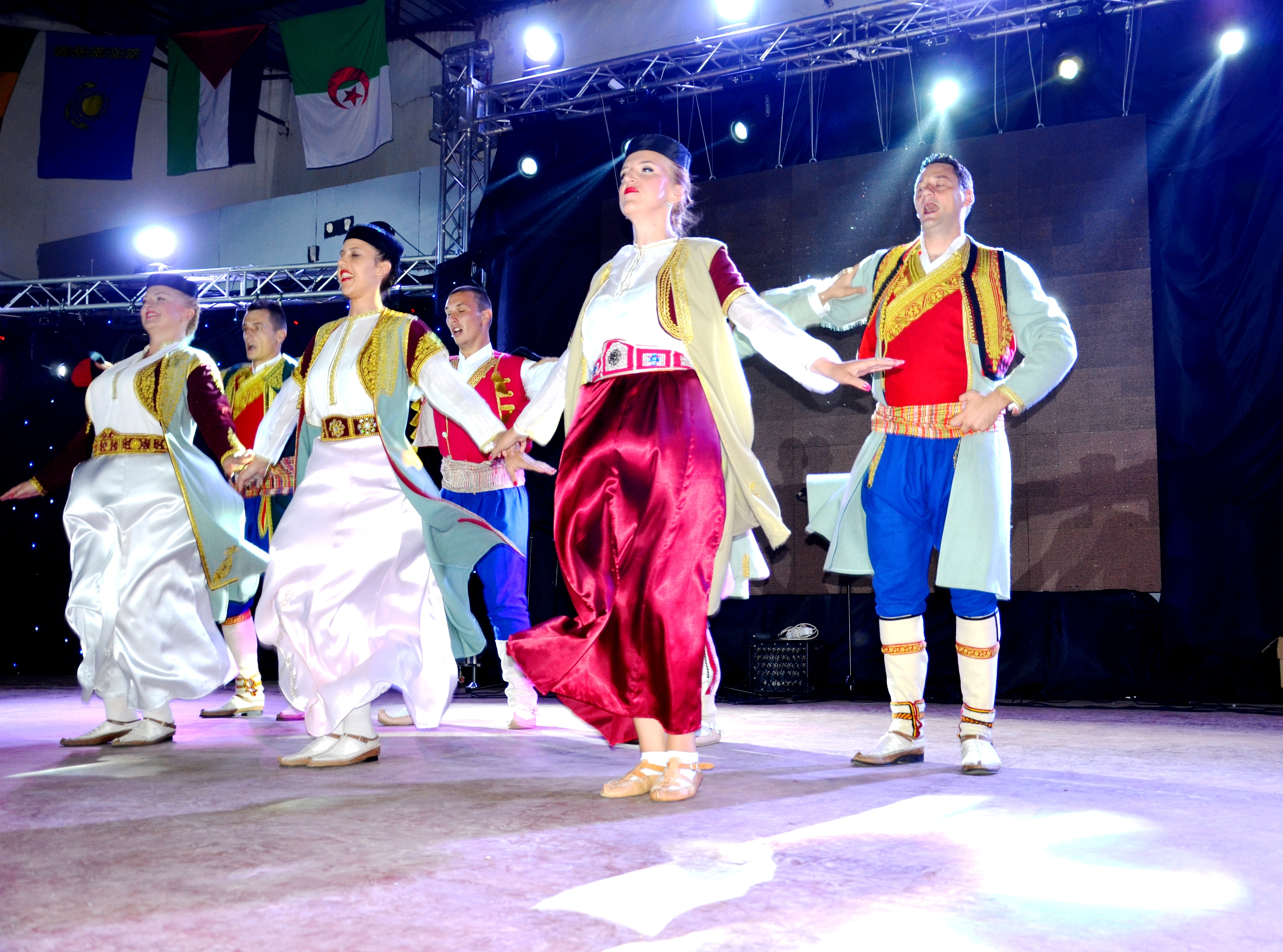
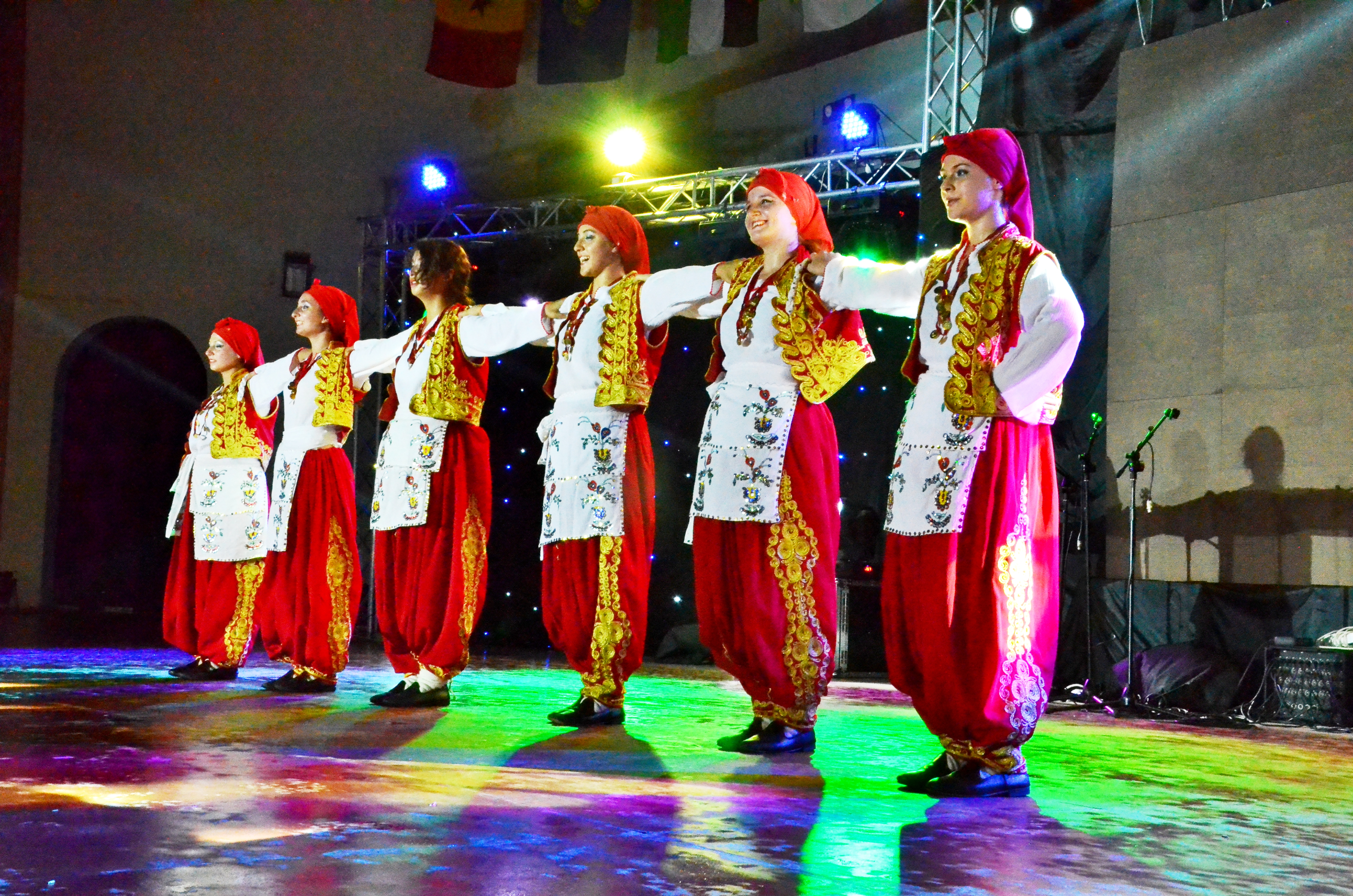
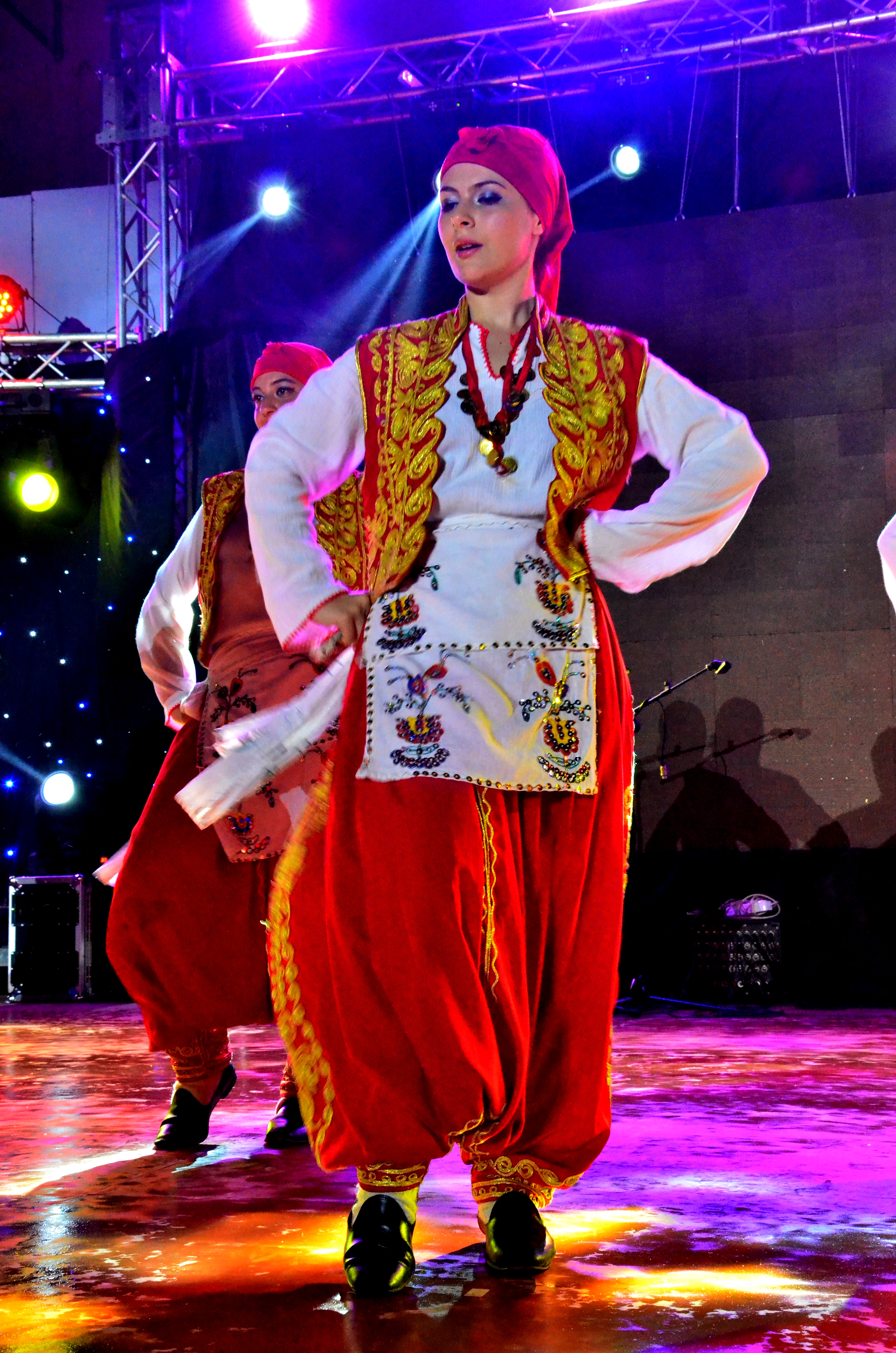

## Éducation

### Enseignement Supérieur

ESI-SBA logo

La ville de Sidi Bel Abbes est un important centre d’enseignement supérieur. L'université Djillali Liabés est composée de plus de 400 salles de cours, dont 55 amphithéâtres et 32 laboratoires de recherche. Elle est classée par le U.S. News & World Report au 62e rang du classement régional 2016 des universités arabes1. Plus récemment, l'université s'est dotée d'une école supérieure des beaux-arts.
Université Djilali Liabés qui inclut neuf facultés :
- Faculté de Droit

- Faculté des Sciences Humaines
- Faculté des Lettres
- Faculté de Médecine
- Faculté de Technologie
- Faculté des Sciences Exactes
- Faculté de la Nature et de la Vie
- Faculté d'Électricité

- Faculté des Sciences Économiques

En complément de cette université dynamique, Sidi Bel Abbès abrite l'École Supérieure d'Informatique (ESI-SBA), un établissement crucial dans le paysage éducatif local. Spécialisée dans les technologies numériques, l'ESI-SBA forme des ingénieurs et des professionnels hautement qualifiés dans les domaines de l'informatique et du numérique. Cette école s'inscrit parfaitement dans la stratégie de développement académique de la région, renforçant le positionnement de Sidi Bel Abbès comme un pôle d'excellence en enseignement supérieur, notamment dans les secteurs technologiques et scientifiques.

### Éducation (Public et Privé)

#### Établissements Scolaires
- Écoles Primaires :
  - 295 écoles publiques
  - 02 écoles privées
- Collèges (CEM) : 106
- Lycées : 51

## Médias

### Médias radiophoniques

#### Radio locale
La wilaya de Sidi Bel Abbès dispose d'une radio locale officielle, Radio Sidi Bel Abbès, qui émet sur la fréquence FM et couvre l'ensemble du territoire de la wilaya. Cette radio, créée dans le cadre du développement médiatique local, assure une mission de service public en diffusant des informations locales, des programmes culturels, éducatifs et de divertissement.

#### Caractéristiques de la radio locale
- Fréquence de diffusion : FM (99.2 / 104.7)
- Zone de couverture : Wilaya de Sidi Bel Abbès et ses environs
- Types de programmes :
  - Informations locales
  - Actualités régionales
  - Émissions culturelles
  - Programmes éducatifs
  - Contenus de divertissement
  - Émissions en langue arabe et en français

### Presse
Ouest info est un quotidien local d'information générales ; Bel-abbes info est le premier journal électronique de la wilaya de Sidi bel Abbès.

## Sidi Bel Abbès dans la culture

### Dans la littérature
En 1912, l'écrivain allemand Ernst Jünger a résidé dans cette ville au cours de son bref engagement dans la Légion étrangère à l'âge de 17 ans. Il a raconté cette aventure et décrit une partie de la ville dans son récit Jeux africains publié en 1936.

### Dans le cinéma
- 1936 : Un de la Légion [19]
- 1954 : Sidi Bel Abbès
- 2000 :Une femme taxi à Sidi Bel-Abbès[20]
- 2021 :Héliopolis

## Sports

### Football

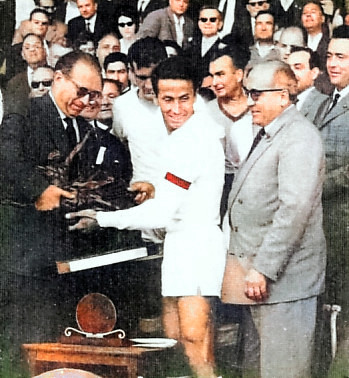
Sporting Club Bel-Abbèsien Vainqueur de Coupe Algérie 1960

- Sporting Club Bel-Abbèsien Vainqueur de Coupe Algérie 1960Sporting Club Bel-Abbèsien :Fondé en 1906 par Georges Lhermine (premier président du club) et Edmond Veith, le SC Bel-Abbès connaît deux périodes fastes, au cours des  années 1920 puis des années 1950, au cours desquelles il remporte la majeure partie de ses titres.
- Etoile Musulman Bel-AbbèsienClub de football fondé en 1931 dans la ville de Sidi Bel-Abbès par des amateurs du sport et du football, les équipes du l'EMBA portaient les couleurs rouge et Blanc. Le président du club en 1933 est M. Povéda.

- Union Sportive Medinat Bel-AbbèsFondé en 1933 par Ali Salem, l’Union Sportive Musulmane de Bel-Abbès fut engagé officiellement à la LOFA (Ligue Oranaise de Football Association) le 27 août 1934. But: Sport athlétique et la préparation militaire. Le siege était basé au 19, rue Béranger.
- Football Club Bel-Abbès Club de football fondé dans la ville de Sidi Bel-Abbès par des amateurs du sport et du football, les équipes du la FCBA portaient les couleurs rouge et vert. Le président du club en 1925 est M. Liminana André, Correspondant M. Serdan Antoine, 10 rue, Lafontaine, Bel-Abbès.

- Idéal Club Bel-AbbèsClub de football fondé dans la ville de Sidi Bel-Abbès par des amateurs du sport et du football, les équipes du l'ICBA portaient les couleurs jaune et noir. Le président du club en 1925 est M. Florence, Correspondant M. Florence, École Marceau, Bel-Abbès.
- Jeunesse Populaire Bel-AbbèsienClub de football fondé dans la ville de Sidi Bel-Abbès par des amateurs du sport et du football, les équipes du JPBA portaient les couleurs rouge et Blanc. Le président du club en 1925 est M. Roquefere Félix, avenue Kléber, Bel-Abbès, Correspondant M. Aguilar J, quincaillerie, rue Montagnac, Bel-Abbès.le JPBA c'est crée sous le nom Sports Thiers Club Bel-Abbèsien, le a changé le nom plusieurs fois.

- Olympique Club Bel-AbbèsClub de football fondé dans la ville de Sidi Bel-Abbès par des amateurs du sport et du football, les équipes du l'OCBA portaient les couleurs Blanc et vert. Le président du club en 1925 est M. Keller J, Correspondant M. Keller, quincaillerie yerles, boulvard de la République Bel-Abbès.
- Soleil Sportif Bel-Abbès Club de football fondé dans la ville de Sidi Bel-Abbès par des amateurs du sport et du football, les équipes du SSBA portaient les couleurs rouge et Or. Le président du club en 1925 est M. Navarro Boniface, Correspondant M. Rodriguez M, 22, rue de soleil, Bel-Abbès.

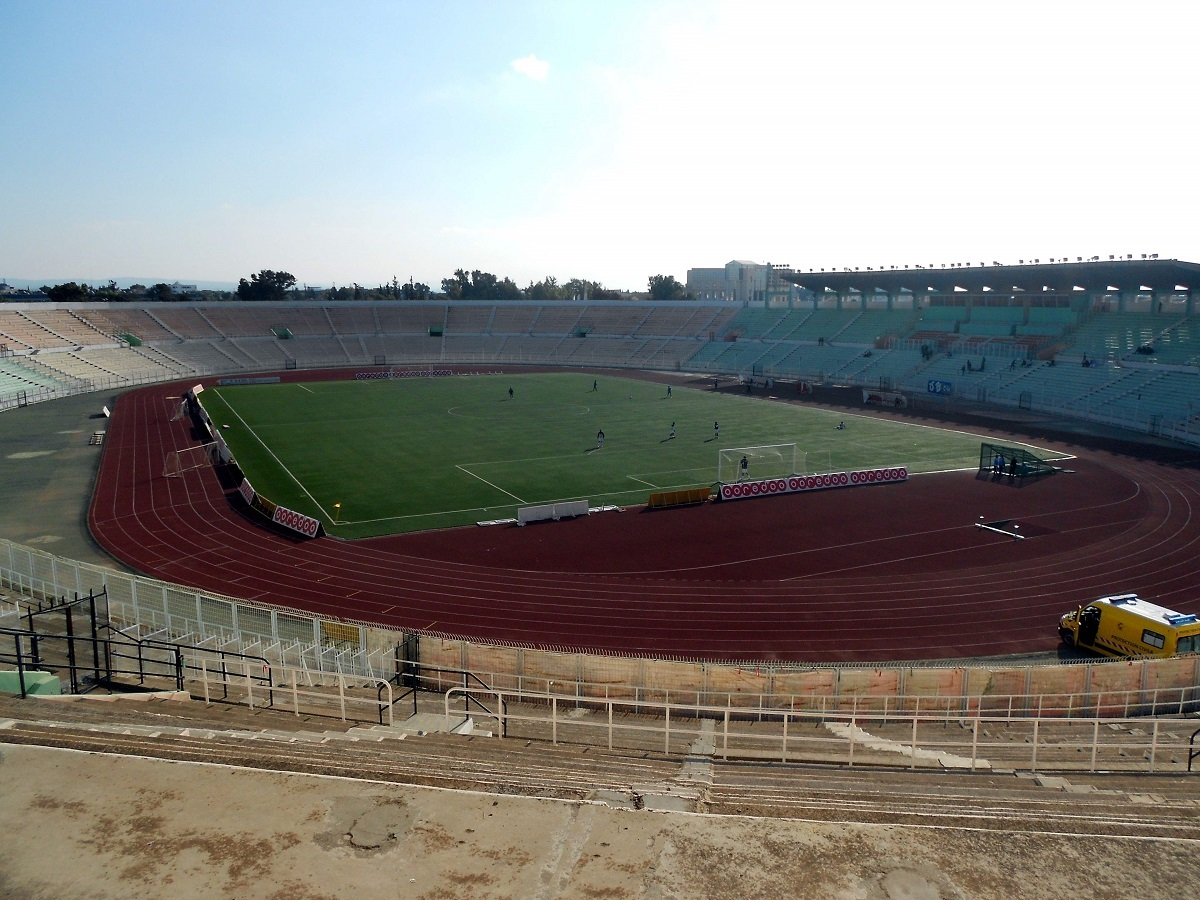
Stade 24 Février 1956

- Stade 24 Février 1956Union Sportive Algérienne de Bel-Abbès Club de football fondé dans la ville de Sidi Bel-Abbès par des amateurs du sport et du football, les équipes du l'USABA portaient les couleurs bleu et blanc. Le président du club en 1925 est M. Quintana J, Correspondant M. Quintana J, Compagnie Algérienne, Bel-Abbès.
- Vue au Grand Air de la Mekerra Club de football fondé dans la ville de Sidi Bel-Abbès par des amateurs du sport et du football, les équipes du VGAM portaient les couleurs Blanches, écusson bleu. Le président du club en 1925 est M. Fernandez François, Correspondant M. Fernandez François, 14, rue saint Augustin, Bel-Abbès.

- Nadit Entreprises de Bel-Abbès Club de football fondé dans la ville de Sidi Bel-Abbès par des amateurs du sport et du football, les équipes du NEBA portaient les couleurs rouge et blanc.
- Itihad Riadhi Mairie de Bel-Abbès Club de football fondé dans la ville de Sidi Bel-Abbès par des amateurs du sport et du football, les équipes du IRMBA portaient les couleurs vert et blanc.

## Gallérie

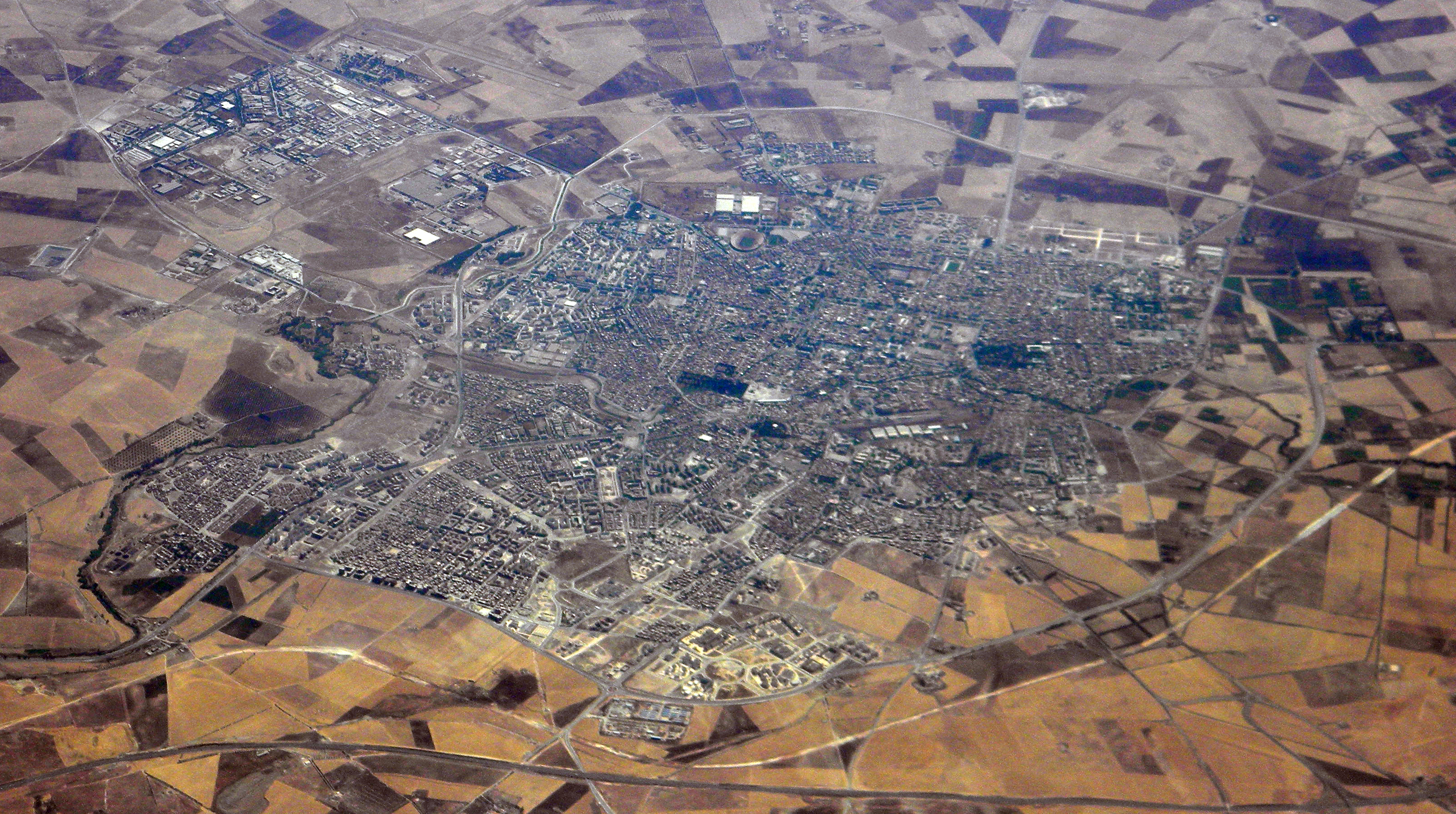
Vue aérienne de Sidi Bel Abbès vue du nord.
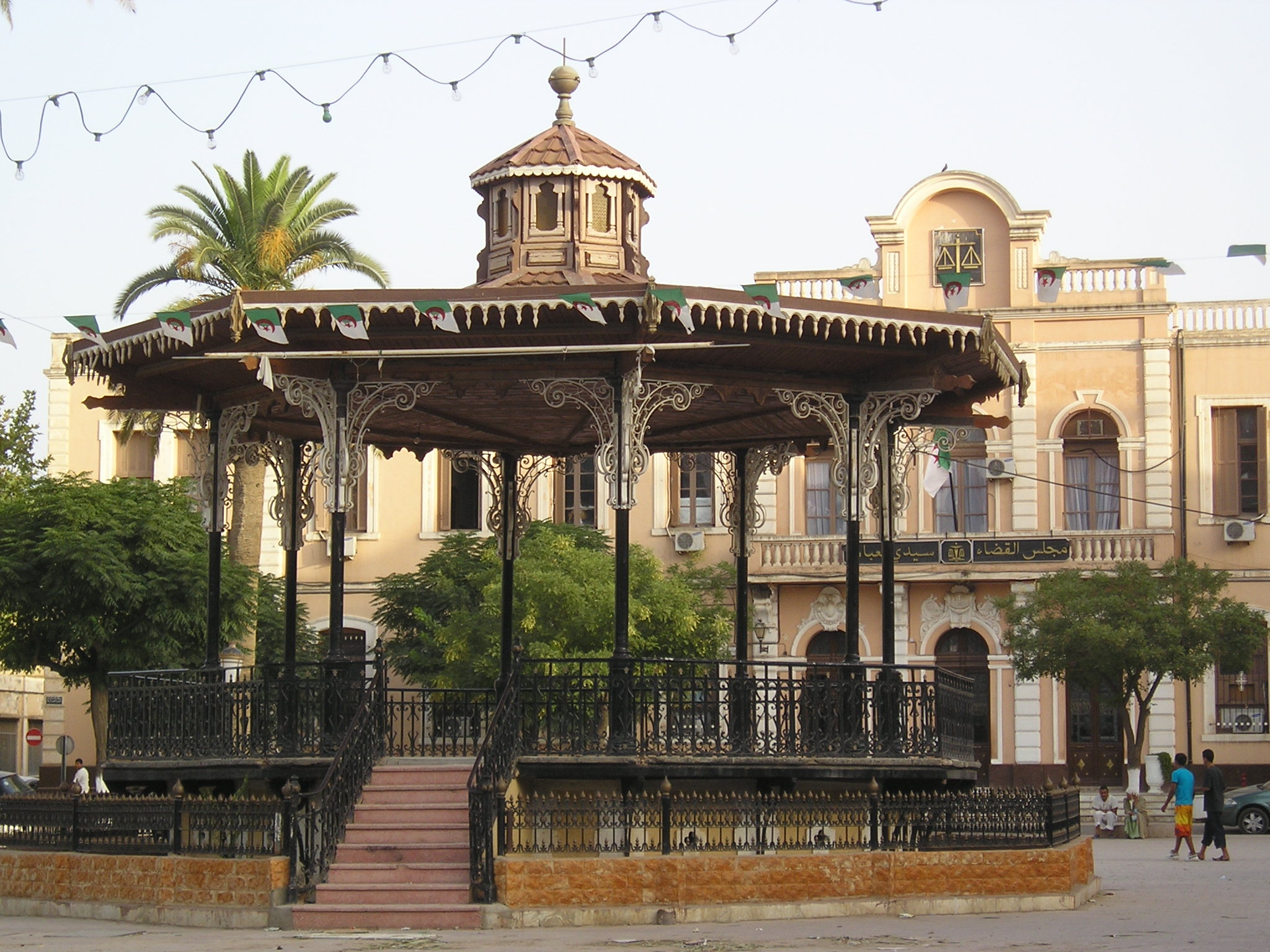
Centre-ville de Sidi Bel Abbès.
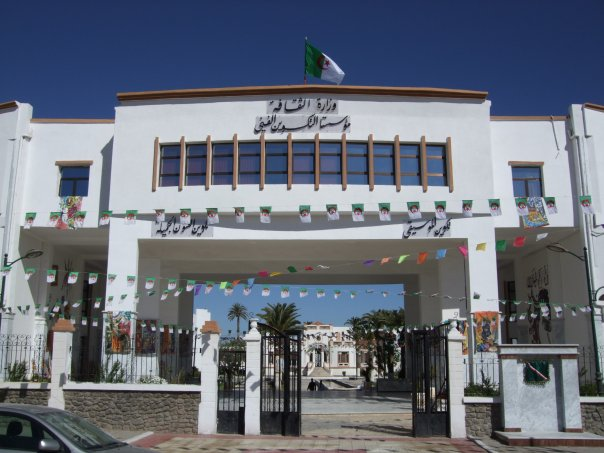
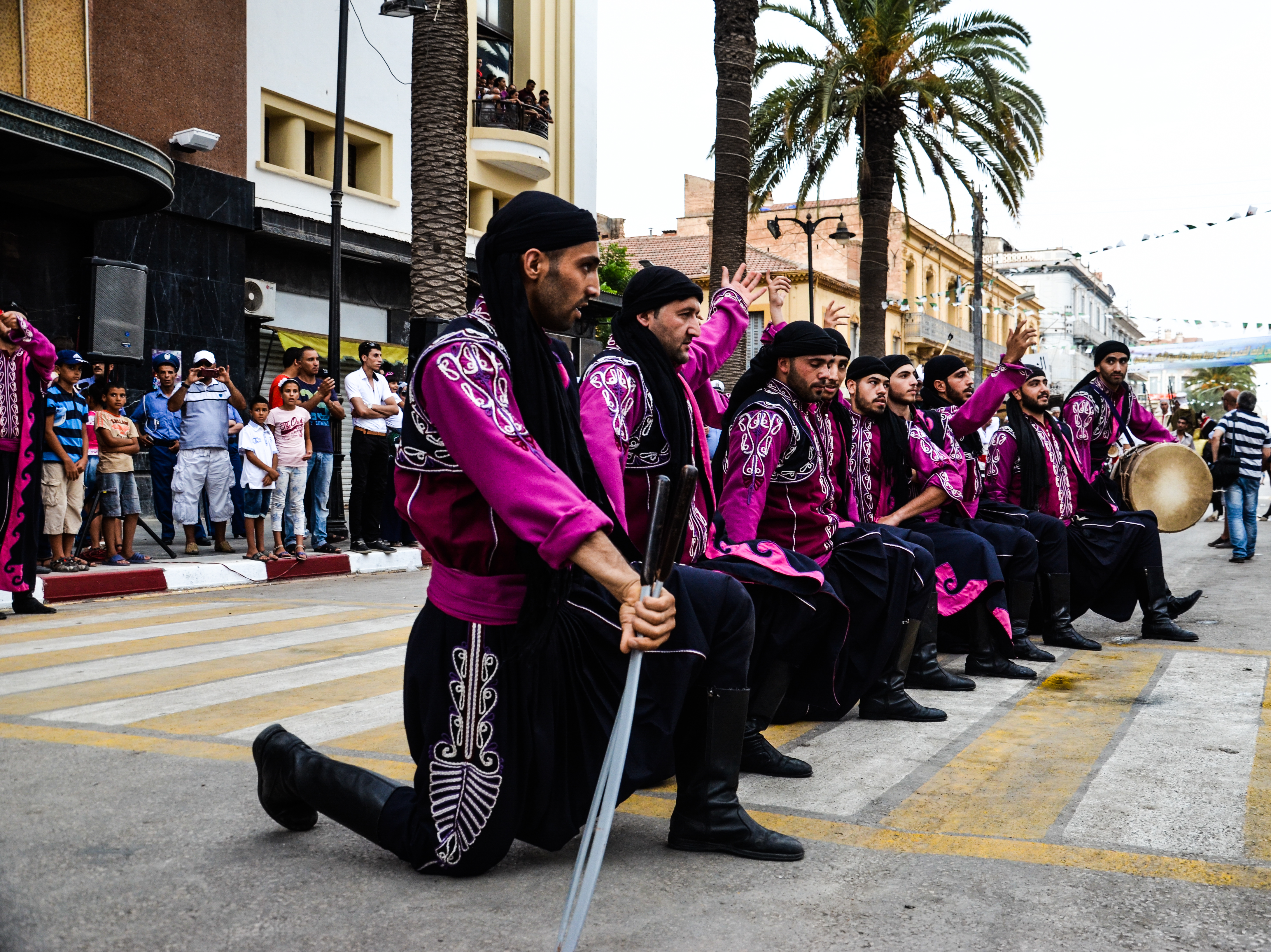
Festival International de Danses Populaires de Sidi Bel Abbès

## Personnalités liées à Sidi Bel Abbès
- Hafid Aourag, professeur en physique et chercheur algérien éminent, ancien directeur général de la recherche scientifique en Algerie.
- Houda-Imane Faraoun, physicienne et chercheuse algérienne. Ancienne ministre de la Poste et des Technologies de l’information et de la communication, y est née.
- Maïssa Bey, Écrivaine de renom, nom de plume de Samia Benameur.
- Ali SELLAM, Fondateur du club de football USMBA et Juge de Fonction.
- Belabbas Boudraâ, est l'un des précurseurs dans la lutte contre le cancer et considéré comme un des pères de la chirurgie algérienne, y est né.
- Mustapha Allal (à l'état civil Mostefa), pharmacien-biologiste, y est né le 23/02/1925 et y est mort le 28/12/2011, Président de la délégation spéciale (Maire) de Sidi-Bel-Abbès : 1965-1967, premier Président de l’Assemblée Populaire de Wilaya (APW) de Sidi-Bel-Abbès : 1974-1979[21]
- Djilali Amarna, chanteur du groupe Raïna Raï, y est né.
- Lotfi Attar, guitariste du groupe légendaire Raïna Raï, y est né.
- Cheikha Remitti (1923-2006), chanteuse algérienne de raï, surnommée la « mamie du raï ».
- Paul Seban (1929-2020), journaliste, réalisateur français, y est né.
- Michèle Perret (1937-), romancière et linguiste française : sa famille en est originaire.
- Jean-Marc Aveline (1958-), cardinal et archevêque de Marseille, y est né.
- Mohammed Bedjaoui (1929-), diplomate, ministre algérien des Affaires étrangères, et ministre de la Justice, y est né.
- Kaddour Benghabrit (1868-1954), théologien, diplomate, fondateur et premier recteur de la Grande Mosquée de Paris, y est né.
- Jean Boyer (1948-), organiste, y est né.
- Charles Brécard (1867-1952), général français, grand chancelier de la Légion d’honneur, y est né.
- Marcel Cerdan (1916-1949), boxeur français, Surnommé « le bombardier marocain » ou « l'homme aux mains d'argile », y est né.
- Brigitte Giraud (1966-), écrivaine française, y est née.
- Gaston Julia (1893-1978), mathématicien, célèbre pour son « ensemble de Julia » dans la théorie du chaos, y est né.
- Kadour Naimi (1945-), dramaturge, cinéaste et écrivain, y est né.
- Lili Labassi (Élie Moyal), chanteur, compositeur et violoniste né à Sidi Bel Abbès au début du XXe siècle. Père du comédien Robert Castel.
- Belaïd Lacarne (1940-2024), arbitre de la coupe du monde de football de 1982, y est né.
- Mohamed Tayebi Larbi, ministre de l’Agriculture et de la Révolution agraire du gouvernement Boumédiène III du 23 avril 1977 au 8 mars 1979.
- Jean-François Larios (1956-), membre de l'équipe de France de football pendant la coupe du monde 1982, y est né.
- Djilali Liabes, ministre de l’enseignement supérieur et de la recherche scientifique, puis ministre de l'éducation nationale sous le gouvernement de Sid Ahmed Ghozali, y est né en 1948. Décédé en 1993 à la suite d'un attentat.
- Catherine Malabou, philosophe française.
- H'mida Ayachi (1958-),écrivain et journaliste algérien, y est né.
- Kad Merad (1964-), acteur et humoriste français, y est né.
- René Viviani (1862-1925), homme politique de la Troisième République, président du conseil lors de la Première Guerre mondiale, y est né.
- René Justrabo (1917-2013), maire de Sidi Bel Abbès entre 1947 et 1953.
- Mohamed Haddouche (1984-),joueur d'échecs algérien et grand maître international depuis 2014, y est né.
- Mohamed Bahari (1976-), boxeur algérien qui concourait dans les poids moyens et Mi-lourd. Il a remporté la médaille de bronze aux Jeux olympiques de 1996 à Atlanta dans la catégorie des moins de 75 kg.
- Reda Benkaddour, champion d’Algérie, champion d’Afrique, champion Panarabe, champion Méditerranéen, champion des Jeux Africains, champion du monde en Karatedo, est né en 1969 à Sidi Bel Abbès.
- D'autres personnalités, ont également marqué la ville ou vécurent dans cette ville. À l'instar de Kateb Yacine expatrié en 1978 à Sidi-Bel-Abbès pour diriger le théâtre régional de la ville.
- Albert Camus, écrivain, Prix Nobel de littérature (1957), a vécu à Sidi Bel-Abbès où on lui a proposé un poste de professeur de latin au lycée Laperrine.
- Saddek Benkada, historien et sociologue, secrétaire général de la mairie de Sidi Bel Abbès (1975-1977).
- Slim (1945-) : Réalisateur de films animés, dessinateur de presse et auteur de bandes dessinées, né à Sidi Ali Benyoub (ex. Chanzy). Ses personnages "Bouzid & Zina" sont très populaires.
- Just Riadh (1998-), influenceur et acteur franco-algérien, y est né.
- Madeleine Mouton (1910-1948), « l'empoisonneuse de Berthelot », guillotinée dans la cour intérieure de la prison.
- Esma Alla : cantatrice algérienne y apprend le chant.
- Yahia Gouasmi (1949-2024), homme politique franco-algérien, y est né.
- Alain Afflelou ( 1948-) chaine d'optique, né  à  Mascara mais a vecu à  Sidi Bel Abbés  où ses parents étaient  boulangers jusqu'en  1962 .